# Ekstraklasa w piłce nożnej (2024/2025)/Wyniki spotkań jesień

## Zestawienie wszystkich rozegranych meczów
Kliknięcie na wynik powoduje przejście do opisu danego spotkania.
| Gospodarz \ Gość      | CRA | KAT | GZA | JAG | KOR | LPO | LGD | LEG | MOT | PIA | POG | PNI | RAD | RAK | SMI | ŚLĄ | WID | ZLU |
| --------------------- | --- | --- | --- | --- | --- | --- | --- | --- | --- | --- | --- | --- | --- | --- | --- | --- | --- | --- |
| Cracovia              |     | 3–4 | 3–2 | 2–2 | 1–1 | 0–2 | 0–2 | 3–1 | 6–2 | 1–1 | 2–1 | 3–1 | 1–2 | 0–0 | 1–1 | 2–4 | 1–3 | 1–1 |
| GKS Katowice          | 2–1 |     | 1–2 | 3–1 | 1–2 | 2–2 | 2–0 | 1–3 | 0–0 | 0–0 | 3–1 | 3–1 | 1–2 | 0–1 | 1–0 | 0–0 | 2–2 | 1–0 |
| Górnik Zabrze         | 0–1 | 3–0 |     | 0–2 | 1–1 | 2–1 | 2–3 | 1–2 | 4–0 | 1–0 | 1–0 | 1–1 | 3–2 | 0–0 | 3–1 | 2–0 | 0–0 | 0–1 |
| Jagiellonia Białystok | 2–4 | 1–0 | 1–1 |     | 3–1 | 2–1 | 3–2 | 1–1 | 3–0 | 1–1 | 1–1 | 2–0 | 5–0 | 2–2 | 2–0 | 2–2 | 1–0 | 1–3 |
| Korona Kielce         | 0–2 | 2–1 | 2–4 | 3–1 |     | 2–3 | 0–0 | 0–1 | 1–0 | 0–2 | 0–0 | 2–1 | 1–3 | 1–1 | 2–1 | 2–0 | 2–1 | 2–0 |
| Lech Poznań           | 2–1 | 2–0 | 2–0 | 5–0 | 2–0 |     | 3–1 | 5–2 | 1–2 | 1–0 | 2–0 | 8–1 | 2–1 | 0–1 | 3–1 | 1–0 | 4–1 | 3–1 |
| Lechia Gdańsk         | 1–2 | 2–3 | 1–2 | 1–0 | 3–2 | 1–0 |     | 0–2 | 0–2 | 3–1 | 0–3 | 0–2 | 1–0 | 1–2 | 3–2 | 1–0 | 1–1 | 1–1 |
| Legia Warszawa        | 3–2 | 4–1 | 1–1 | 0–1 | 1–1 | 0–1 | 2–1 |     | 5–2 | 1–2 | 0–0 | 2–0 | 4–1 | 0–1 | 2–2 | 3–1 | 2–1 | 2–0 |
| Motor Lublin          | 0–1 | 3–2 | 1–0 | 0–2 | 1–1 | 1–2 | 1–1 | 3–3 |     | 1–4 | 4–2 | 0–0 | 1–0 | 0–2 | 4–1 | 2–1 | 3–4 | 1–0 |
| Piast Gliwice         | 0–0 | 2–2 | 2–0 | 0–1 | 1–1 | 0–0 | 3–3 | 1–0 | 2–3 |     | 2–1 | 1–1 | 0–0 | 0–3 | 2–2 | 2–0 | 0–2 | 1–0 |
| Pogoń Szczecin        | 5–2 | 4–0 | 3–0 | 1–1 | 3–0 | 0–3 | 3–3 | 1–0 | 3–0 | 1–0 |     | 2–1 | 0–1 | 1–0 | 1–0 | 5–3 | 2–0 | 1–0 |
| Puszcza Niepołomice   | 1–2 | 0–6 | 2–2 | 1–1 | 0–0 | 2–0 | 4–1 | 2–2 | 0–1 | 2–1 | 4–5 |     | 2–2 | 1–1 | 2–3 | 1–1 | 2–0 | 1–2 |
| Radomiak Radom        | 2–1 | 1–1 | 1–2 | 2–3 | 4–0 | 2–2 | 2–1 | 3–1 | 2–3 | 1–1 | 2–0 | 2–0 |     | 0–2 | 1–2 | 1–1 | 1–1 | 0–1 |
| Raków Częstochowa     | 0–1 | 1–2 | 1–0 | 1–2 | 1–1 | 0–0 | 3–1 | 3–2 | 2–2 | 0–1 | 1–0 | 2–0 | 2–1 |     | 1–0 | 3–0 | 2–1 | 5–1 |
| Stal Mielec           | 1–1 | 0–1 | 0–0 | 2–1 | 0–1 | 0–2 | 2–1 | 2–2 | 1–0 | 2–0 | 1–2 | 2–0 | 2–2 | 0–2 |     | 1–4 | 1–1 | 2–2 |
| Śląsk Wrocław         | 2–4 | 0–2 | 0–1 | 1–1 | 1–1 | 3–1 | 1–1 | 1–1 | 1–1 | 1–3 | 1–1 | 0–1 | 1–2 | 0–0 | 2–1 |     | 3–0 | 3–1 |
| Widzew Łódź           | 1–1 | 1–0 | 0–2 | 0–1 | 0–1 | 2–1 | 2–0 | 0–2 | 1–2 | 1–0 | 0–4 | 2–0 | 3–2 | 2–3 | 2–1 | 0–0 |     | 2–0 |
| Zagłębie Lubin        | 1–2 | 1–0 | 2–1 | 1–3 | 1–1 | 0–1 | 1–3 | 0–3 | 1–2 | 0–1 | 2–2 | 1–0 | 1–0 | 0–2 | 2–2 | 3–0 | 2–1 |     |

## Jesień (19 lipca – 9 grudnia)
Źródło :

### 1. kolejka (19 – 22 lipca)
| 119 lipca 2024 | Jagiellonia Białystok                          | 2:0   | Puszcza Niepołomice                        |                                                                          |
| 18:00          | Nené 78' · Fadiga 90+5'                        | (0:0) |                                            | Stadion Miejski, Białystok Widzów: 17 157 Sędzia: Damian Kos (Wejherowo) |
| 18:00          | Skrzypczak 55' · Fadiga 87' · Abramowicz 90+5' | (0:0) | 41' Abramowicz · 76' Crăciun · 83' Stępień | Stadion Miejski, Białystok Widzów: 17 157 Sędzia: Damian Kos (Wejherowo) |

| 219 lipca 2024 | Śląsk Wrocław                                 | 1:1   | Lechia Gdańsk  |                                                                             |
| 20:30          | Guercio 90+2'                                 | (0:1) | 12' Neugebauer | Tarczyński Arena, Wrocław Widzów: 23 646 Sędzia: Patryk Gryckiewicz (Toruń) |
| 20:30          | Jakub Jezierski 8' · Szota 66' · Petrov 90+4' | (0:1) | 47' Neugebauer | Tarczyński Arena, Wrocław Widzów: 23 646 Sędzia: Patryk Gryckiewicz (Toruń) |

| 320 lipca 2024 | GKS Katowice | 1:2   | Radomiak Radom                                                   |                                                                                 |
| 14:45          | Marzec 83'   | (0:2) | 24', 37' Rocha                                                   | Stadion GKS Katowice, Katowice Widzów: 6720 Sędzia: Paweł Raczkowski (Warszawa) |
| 14:45          | Repka 65'    | (0:2) | 53' Vagner · 54' Grzesik · 82' Jordão · 89' Peglow · 90+4' Rocha | Stadion GKS Katowice, Katowice Widzów: 6720 Sędzia: Paweł Raczkowski (Warszawa) |

| 420 lipca 2024 | Pogoń Szczecin                      | 3:0   | Korona Kielce                                              | |
| 17:30          | Kuluris 35', 47' (k) · Łukasiak 84' | (1:0) |                                                            | Stadion Miejski im. Floriana Krygiera, Szczecin Widzów: 18 743 Sędzia: Marcin Szczerbowicz (Olsztyn) |
| 17:30          | Ulvestad 9'                         | (1:0) | 9' Hubert Zwoźny · 33' Miłosz Strzeboński · 70' Fornalczyk | Stadion Miejski im. Floriana Krygiera, Szczecin Widzów: 18 743 Sędzia: Marcin Szczerbowicz (Olsztyn) |

| 520 lipca 2024 | Legia Warszawa                    | 2:0   | Zagłębie Lubin | |
| 20:15          | Augustyniak 86' · Luquinhas 90+3' | (0:0) |                | Stadion Miejski Legii Warszawa im. Marszałka Józefa Piłsudskiego, Warszawa Widzów: 25 542 Sędzia: Piotr Lasyk (Bytom) |
| 20:15          | Ziółkowski 60'                    | (0:0) | 52' Nalepa     | Stadion Miejski Legii Warszawa im. Marszałka Józefa Piłsudskiego, Warszawa Widzów: 25 542 Sędzia: Piotr Lasyk (Bytom) |

| 621 lipca 2024 | Cracovia                                  | 1:1   | Piast Gliwice  | |
| 14:45          | van Buren 89'                             | (0:1) | 18' Félix      | Stadion Cracovii im. Józefa Piłsudskiego, Kraków Widzów: 10 698 Sędzia: Daniel Stefański (Bydgoszcz) |
| 14:45          | Glik 73' · Ólafsson 77' · Al-Ammari 90+5' | (0:1) | 58' Czerwiński | Stadion Cracovii im. Józefa Piłsudskiego, Kraków Widzów: 10 698 Sędzia: Daniel Stefański (Bydgoszcz) |

| 721 lipca 2024 | Lech Poznań                 | 2:0   | Górnik Zabrze               |                                                                          |
| 17:30          | Ishak 32' (k) · Hotić 90+4' | (1:0) |                             | Enea Stadion, Poznań Widzów: 19 620 Sędzia: Damian Sylwestrzak (Wrocław) |
| 17:30          | Gholizadeh 85'              | (1:0) | 45+2' Janicki · 50' Sánchez | Enea Stadion, Poznań Widzów: 19 620 Sędzia: Damian Sylwestrzak (Wrocław) |

| 821 lipca 2024 | Motor Lublin | 0:2   | Raków Częstochowa                      |                                                                          |
| 20:15          |              | (0:1) | 32' Crnac · 87' Drachal                | Arena Lublin, Lublin Widzów: 14 158 Sędzia: Jarosław Przybył (Kluczbork) |
| 20:15          | Rudol 45'    | (0:1) | 37' Amorim · 76' Racovițan · 82' Crnac | Arena Lublin, Lublin Widzów: 14 158 Sędzia: Jarosław Przybył (Kluczbork) |

| 922 lipca 2024 | Stal Mielec                  | 1:1   | Widzew Łódź    | |
| 19:00          | Shkurin 45+2'                | (1:0) | 73' Łukowski   | Stadion Miejskiego Ośrodka Sportu i Rekreacji w Mielcu, Mielec Widzów: 6446 Sędzia: Wojciech Myć (Lublin) |
| 19:00          | Esselink 19' · Stępień 90+3' | (1:0) | 52', 80' Ibiza | Stadion Miejskiego Ośrodka Sportu i Rekreacji w Mielcu, Mielec Widzów: 6446 Sędzia: Wojciech Myć (Lublin) |

### 2. kolejka (26 – 29 lipca)
| 126 lipca 2024 | Puszcza Niepołomice                 | 2:2   | Górnik Zabrze                       | |
| 18:00          | Michális Kossídis 52' · Serafin 60' | (0:1) | 11' Sánchez · 56' Rasak             | Stadion Cracovii im. Józefa Piłsudskiego, Kraków Widzów: 2620 Sędzia: Daniel Stefański (Bydgoszcz) |
| 18:00          | Stępień 70'                         | (0:1) | 50' Podolski · 50' Nikodem Zielonka | Stadion Cracovii im. Józefa Piłsudskiego, Kraków Widzów: 2620 Sędzia: Daniel Stefański (Bydgoszcz) |

| 226 lipca 2024 | Lechia Gdańsk                 | 0:2   | Motor Lublin               |                                                                                      |
| 20:30          |                               | (0:0) | 71' Mráz · 74' Ceglarz     | Polsat Plus Arena Gdańsk, Gdańsk Widzów: 14 223 Sędzia: Damian Sylwestrzak (Wrocław) |
| 20:30          | Sezonienko 25' · Chindriș 79' | (0:0) | 32' Kubica · 85' Luberecki | Polsat Plus Arena Gdańsk, Gdańsk Widzów: 14 223 Sędzia: Damian Sylwestrzak (Wrocław) |

| 327 lipca 2024 | Stal Mielec | 0:1   | GKS Katowice    | |
| 14:45          |             | (0:1) | 31' (k) Jędrych | Stadion Miejskiego Ośrodka Sportu i Rekreacji w Mielcu, Mielec Widzów: 5565 Sędzia: Łukasz Kuźma (Białystok) |

| 427 lipca 2024 | Radomiak Radom     | 2:3   | Jagiellonia Białystok         |                                                                             |
| 17:30          | Rocha 52' (k), 77' | (0:2) | 34', 40' Kubicki · 88' Villar | Stadion im. Braci Czachorów, Radom Widzów: 8563 Sędzia: Piotr Lasyk (Bytom) |
| 17:30          | 48' Abramowicz     | (0:2) |                               | Stadion im. Braci Czachorów, Radom Widzów: 8563 Sędzia: Piotr Lasyk (Bytom) |

| 527 lipca 2024 | Widzew Łódź            | 2:1   | Lech Poznań            |                                                                            |
| 20:15          | Sypek 3' · Álvarez 10' | (2:1) | 42' Ishak              | Stadion Widzewa Łódź, Łódź Widzów: 17 527 Sędzia: Szymon Marciniak (Płock) |
| 20:15          | Kastrati 8' · Żyro 14' | (2:1) | 9' Milić · 88' Fiabema | Stadion Widzewa Łódź, Łódź Widzów: 17 527 Sędzia: Szymon Marciniak (Płock) |

| 628 lipca 2024 | Zagłębie Lubin                   | 2:2   | Pogoń Szczecin            |                                                                       |
| 14:45          | Pieńko 19' · Kurminowski 28' (k) | (2:1) | 17' Kuluris · 83' Paryzek | Stadion Zagłębia Lubin, Lubin Widzów: 7358 Sędzia: Paweł Malec (Łódź) |
| 14:45          | 39' Wahlqvist · 90+5' Kurzawa    | (2:1) |                           | Stadion Zagłębia Lubin, Lubin Widzów: 7358 Sędzia: Paweł Malec (Łódź) |

| 728 lipca 2024 | Piast Gliwice                            | 2:0   | Śląsk Wrocław             |                                                                           |
| 17:30          | Ameyaw 8' · Pyrka 45+3'                  | (2:0) |                           | Stadion Miejski, Gliwice Widzów: 5748 Sędzia: Paweł Raczkowski (Warszawa) |
| 17:30          | Dziczek 37' · Ameyaw 40' · Kądzior 45+5' | (2:0) | 3' Bartolewski · 33' İnce | Stadion Miejski, Gliwice Widzów: 5748 Sędzia: Paweł Raczkowski (Warszawa) |

| 828 lipca 2024 | Korona Kielce               | 0:1   | Legia Warszawa                               |                                                                   |
| 20:15          |                             | (0:0) | 74' Luquinhas                                | Arena Kielce, Kielce Widzów: 14 289 Sędzia: Karol Arys (Szczecin) |
| 20:15          | Trojak 22' · Fornalczyk 41' | (0:0) | 34' Gonçalves · 41' Wszołek · 60' Ziółkowski | Arena Kielce, Kielce Widzów: 14 289 Sędzia: Karol Arys (Szczecin) |

| 929 lipca 2024 | Raków Częstochowa            | 0:1   | Cracovia                  | |
| 19:00          |                              | (0:0) | 48' Maigaard              | Miejski Stadion Piłkarski Raków w Częstochowie, Częstochowa Widzów: 5481 Sędzia: Tomasz Kwiatkowski (Warszawa) |
| 19:00          | Pestka 73' · Jean Carlos 77' | (0:0) | 43' Al-Ammari · 60' Jugas | Miejski Stadion Piłkarski Raków w Częstochowie, Częstochowa Widzów: 5481 Sędzia: Tomasz Kwiatkowski (Warszawa) |

### 3. kolejka (2 – 5 sierpnia)
| 12 sierpnia 2024 | Zagłębie Lubin                     | 1:0   | Puszcza Niepołomice         |                                                                               |
| 18:00            | Igor Orlikowski 53'                | (0:0) |                             | Stadion Zagłębia Lubin, Lubin Widzów: 3876 Sędzia: Patryk Gryckiewicz (Toruń) |
| 18:00            | Hładun 39' · Mróz 84' · Sejk 90+2' | (0:0) | 18' Cholewiak · 56' Blagaić | Stadion Zagłębia Lubin, Lubin Widzów: 3876 Sędzia: Patryk Gryckiewicz (Toruń) |

| 22 sierpnia 2024 | Górnik Zabrze | 1:0   | Pogoń Szczecin |                                                                                   |
| 20:30            | Zahovič 83'   | (0:0) |                | Stadion im. Ernesta Pohla, Zabrze Widzów: 18 700 Sędzia: Szymon Marciniak (Płock) |

| 33 sierpnia 2024 | GKS Katowice                 | 0:1   | Raków Częstochowa |                                                                                |
| 14:45            |                              | (0:1) | 29' Jean Carlos   | Stadion GKS Katowice, Katowice Widzów: 6780 Sędzia: Bartosz Frankowski (Toruń) |
| 14:45            | 70' Brunes · 90+4' Trelowski | (0:1) |                   | Stadion GKS Katowice, Katowice Widzów: 6780 Sędzia: Bartosz Frankowski (Toruń) |

| 43 sierpnia 2024 | Jagiellonia Białystok                   | 2:0   | Stal Mielec   |                                                                                |
| 17:30            | Pululu 24' · Imaz 67'                   | (1:0) |               | Stadion Miejski, Białystok Widzów: 15 719 Sędzia: Damian Sylwestrzak (Wrocław) |
| 17:30            | Pululu 31' · Nguiamba 44' · Marczuk 90' | (1:0) | 66' Gerbowski | Stadion Miejski, Białystok Widzów: 15 719 Sędzia: Damian Sylwestrzak (Wrocław) |

| 53 sierpnia 2024 | Lech Poznań               | 3:1   | Lechia Gdańsk              |                                                                             |
| 20:15            | Ishak 3', 40' · Hotić 35' | (3:0) | 90+3' Kalle Wendt          | Stadion Poznań, Poznań Widzów: 20 383 Sędzia: Marcin Szczerbowicz (Olsztyn) |
| 20:15            | Håkans 64'                | (3:0) | 53' Chindriș · 73' Żelizko | Stadion Poznań, Poznań Widzów: 20 383 Sędzia: Marcin Szczerbowicz (Olsztyn) |

| 64 sierpnia 2024 | Motor Lublin            | 1:1   | Korona Kielce                      |                                                                     |
| 14:45            | Ceglarz 82' (k)         | (0:1) | 43' Dalmau                         | Arena Lublin, Lublin Widzów: 14 562 Sędzia: Marcin Kochanek (Opole) |
| 14:45            | Mráz 3' · Stolarski 59' | (0:1) | 80' Dziekoński · 90+3' Matuszewski | Arena Lublin, Lublin Widzów: 14 562 Sędzia: Marcin Kochanek (Opole) |

| 74 sierpnia 2024 | Legia Warszawa          | 1:2   | Piast Gliwice                                             | |
| 20:15            | Kramer 45+1'            | (1:1) | 20' Chrapek · 85' Kostadinow                              | Stadion Miejski Legii Warszawa im. Marszałka Józefa Piłsudskiego, Warszawa Widzów: 24 633 Sędzia: Łukasz Kuźma (Białystok) |
| 20:15            | Kramer 25' · Gual 90+7' | (1:1) | 37' Ameyaw · 40' Chrapek · 90' Kostadinow · 90+5' Rosołek | Stadion Miejski Legii Warszawa im. Marszałka Józefa Piłsudskiego, Warszawa Widzów: 24 633 Sędzia: Łukasz Kuźma (Białystok) |

| 85 sierpnia 2024 | Cracovia                  | 1:3   | Widzew Łódź                                                               | |
| 19:00            | Källman 4'                | (1:1) | 21' Łukowski · 84' Álvarez · 90+12' Rondić                                | Stadion Cracovii im. Józefa Piłsudskiego, Kraków Widzów: 11 933 Sędzia: Jarosław Przybył (Kluczbork) |
| 19:00            | Rózga 23' · Kakabadze 47' | (1:1) | 12' Ibiza · 36' Kozlovský · 90+5' Hanousek · 90+6' Klimek · 90+13' Rondić | Stadion Cracovii im. Józefa Piłsudskiego, Kraków Widzów: 11 933 Sędzia: Jarosław Przybył (Kluczbork) |

| 914 grudnia 2024 | Śląsk Wrocław                               | 1:2   | Radomiak Radom                                                |                                                                           |
| 17:30            | Jordão 32' (sam.)                           | (1:0) | 47', 62' Grzesik                                              | Tarczyński Arena, Wrocław Widzów: 10 055 Sędzia: Łukasz Kuźma (Białystok) |
| 17:30            | Macenko 7' · Pokorný 15', 90+4' · Szota 36' | (1:0) | 7' Jakubik · 31' Rossi · 40' Wolski · 69' Donis · 90+6' Ramos | Tarczyński Arena, Wrocław Widzów: 10 055 Sędzia: Łukasz Kuźma (Białystok) |

### 4. kolejka (9 – 12 sierpnia)
| 19 sierpnia 2024 | Radomiak Radom             | 1:2   | Górnik Zabrze               |                                                                                       |
| 18:00            | Leândro 58'                | (0:0) | 73' Zahovič · 81' Wojtuszek | Stadion im. Braci Czachorów, Radom Widzów: 8564 Sędzia: Marcin Szczerbowicz (Olsztyn) |
| 18:00            | 30' Lukoszek · 65' Zahovič | (0:0) |                             | Stadion im. Braci Czachorów, Radom Widzów: 8564 Sędzia: Marcin Szczerbowicz (Olsztyn) |

| 29 sierpnia 2024 | Raków Częstochowa          | 0:0   | Lech Poznań | |
| 20:30            |                            | (0:0) |             | Miejski Stadion Piłkarski Raków w Częstochowie, Częstochowa Widzów: 5500 Sędzia: Szymon Marciniak (Płock) |
| 20:30            | Otieno 44' · Swarnas 90+4' | (0:0) | 90+9' Milić | Miejski Stadion Piłkarski Raków w Częstochowie, Częstochowa Widzów: 5500 Sędzia: Szymon Marciniak (Płock) |

| 310 sierpnia 2024 | Korona Kielce                                        | 0:2   | Cracovia                                           |                                                                   |
| 17:30             |                                                      | (0:1) | 37' Ghiță · 59' van Buren                          | Arena Kielce, Kielce Widzów: 11 931 Sędzia: Wojciech Myć (Lublin) |
| 17:30             | Fornalczyk 50' · Igor Kośmicki 62' · Matuszewski 66' | (0:1) | 9' Ghiță · 55' Maigaard · 74' Kakabadze · 82' Glik | Arena Kielce, Kielce Widzów: 11 931 Sędzia: Wojciech Myć (Lublin) |

| 410 sierpnia 2024 | Pogoń Szczecin | 1:0   | Stal Mielec                                                             |                                                                                            |
| 20:15             | Gorgon 84'     | (0:0) |                                                                         | Stadion Miejski im. Floriana Krygiera, Szczecin Widzów: 17 169 Sędzia: Damian Kos (Gdańsk) |
| 20:15             | Ulvestad 27'   | (0:0) | 17' Guillaumier · 30' Gerbowski · 57' Krzysztof Wołkowicz · 73' Shkurin | Stadion Miejski im. Floriana Krygiera, Szczecin Widzów: 17 169 Sędzia: Damian Kos (Gdańsk) |

| 511 sierpnia 2024 | Lechia Gdańsk              | 1:1   | Zagłębie Lubin |                                                                                     |
| 14:45             | Bobček 48'                 | (0:0) | 76' Sejk       | Polsat Plus Arena Gdańsk, Gdańsk Widzów: 12 740 Sędzia: Paweł Raczkowski (Warszawa) |
| 14:45             | Kalle Wendt 34' · Mena 75' | (0:0) | 88' Radwański  | Polsat Plus Arena Gdańsk, Gdańsk Widzów: 12 740 Sędzia: Paweł Raczkowski (Warszawa) |

| 611 sierpnia 2024 | Puszcza Niepołomice           | 2:2   | Legia Warszawa             |                                                                                          |
| 17:30             | Crăciun 17' (k) · Blagaić 41' | (2:2) | 14' Morishita · 22' Kramer | Stadion Cracovii im. Józefa Piłsudskiego, Kraków Widzów: 3495 Sędzia: Paweł Malec (Łódź) |
| 17:30             | Blagaić 32' · Sipľak 40'      | (2:2) | 84' Augustyniak            | Stadion Cracovii im. Józefa Piłsudskiego, Kraków Widzów: 3495 Sędzia: Paweł Malec (Łódź) |

| 711 sierpnia 2024 | Widzew Łódź   | 0:0   | Śląsk Wrocław |                                                                         |
| 20:15             |               | (0:0) |               | Stadion Widzewa Łódź, Łódź Widzów: 17 663 Sędzia: Karol Arys (Szczecin) |
| 20:15             | Kozlovský 64' | (0:0) | 86' Ortiz     | Stadion Widzewa Łódź, Łódź Widzów: 17 663 Sędzia: Karol Arys (Szczecin) |

| 812 sierpnia 2024 | Piast Gliwice            | 2:2   | GKS Katowice    |                                                                             |
| 19:00             | Ameyaw 31' · Chrapek 49' | (1:1) | 19', 68' Zreľák | Stadion Miejski, Gliwice Widzów: 7805 Sędzia: Tomasz Kwiatkowski (Warszawa) |
| 19:00             | Czerwiński 41'           | (1:1) | 81' Zreľák      | Stadion Miejski, Gliwice Widzów: 7805 Sędzia: Tomasz Kwiatkowski (Warszawa) |

| 925 września 2024 | Motor Lublin   | 0:2   | Jagiellonia Białystok                     |                                                                |
| 19:00             |                | (0:1) | 4' Romanczuk · 50' Hansen                 | Arena Lublin, Lublin Widzów: 10 812 Sędzia: Paweł Malec (Łódź) |
| 19:00             | Çalışkaner 20' | (0:1) | 45+1' Romanczuk · 66' Sáček · 86' Diéguez | Arena Lublin, Lublin Widzów: 10 812 Sędzia: Paweł Malec (Łódź) |

### 5. kolejka (16 – 19 sierpnia)
| 116 sierpnia 2024 | Puszcza Niepołomice                        | 4:1   | Lechia Gdańsk |                                                                                               |
| 18:00             | Stępień 2' · Kosidis 33' · Jakuba 78', 87' | (2:0) | 89' Mena      | Stadion Cracovii im. Józefa Piłsudskiego, Kraków Widzów: 1669 Sędzia: Marcin Kochanek (Opole) |
| 18:00             | Blagaić 45+1' · Jakuba 90+3'               | (2:0) | 80' Pllana    | Stadion Cracovii im. Józefa Piłsudskiego, Kraków Widzów: 1669 Sędzia: Marcin Kochanek (Opole) |

| 216 sierpnia 2024 | GKS Katowice                                | 0:0   | Motor Lublin              |                                                                                |
| 20:30             |                                             | (0:0) |                           | Stadion GKS Katowice, Katowice Widzów: 6684 Sędzia: Patryk Gryckiewicz (Toruń) |
| 20:30             | Grzegorz Rogala 12' · Galán 65' · Kuusk 84' | (0:0) | 45+4' Kubica · 89' Bartoš | Stadion GKS Katowice, Katowice Widzów: 6684 Sędzia: Patryk Gryckiewicz (Toruń) |

| 317 sierpnia 2024 | Jagiellonia Białystok          | 2:4   | Cracovia                                    |                                                                            |
| 14:45             | Diaby-Fadiga 11' · Kubicki 26' | (2:2) | 3', 53' Källman · 30' Jugas · 90+4' Bochnak | Stadion Miejski, Białystok Widzów: 17 078 Sędzia: Szymon Marciniak (Płock) |
| 14:45             | Moutinho 79'                   | (2:2) | 79' Rózga · 90+3' Atanasow                  | Stadion Miejski, Białystok Widzów: 17 078 Sędzia: Szymon Marciniak (Płock) |

| 417 sierpnia 2024 | Zagłębie Lubin                | 0:1   | Lech Poznań                              |                                                                         |
| 17:30             |                               | (0:1) | 19' Sousa                                | Stadion Zagłębia Lubin, Lubin Widzów: 13 331 Sędzia: Paweł Malec (Łódź) |
| 17:30             | Grzybek 45+1' · Radwański 79' | (0:1) | 27' Ba Loua · 50' Pereira · 90+6' Gurgul | Stadion Zagłębia Lubin, Lubin Widzów: 13 331 Sędzia: Paweł Malec (Łódź) |

| 517 sierpnia 2024 | Pogoń Szczecin                  | 2:0   | Widzew Łódź |                                                                                            |
| 20:15             | Biczachczian 21' · Łukasiak 72' | (1:0) |             | Stadion Miejski im. Floriana Krygiera, Szczecin Widzów: 19 846 Sędzia: Piotr Lasyk (Bytom) |
| 20:15             | Gorgon 41'                      | (1:0) |             | Stadion Miejski im. Floriana Krygiera, Szczecin Widzów: 19 846 Sędzia: Piotr Lasyk (Bytom) |

| 618 sierpnia 2024 | Śląsk Wrocław                         | 1:1   | Korona Kielce                                                 |                                                                               |
| 14:45             | Schwarz 90+3'                         | (0:0) | 87' Dalmau                                                    | Tarczyński Arena, Wrocław Widzów: 14 081 Sędzia: Daniel Stefański (Bydgoszcz) |
| 14:45             | Nahuel 44' · Petrov 54' · Macenko 59' | (0:0) | 30' Matuszewski · 68' Hofmeister · 70' Pau Resta · 90' Trojak | Tarczyński Arena, Wrocław Widzów: 14 081 Sędzia: Daniel Stefański (Bydgoszcz) |

| 718 sierpnia 2024 | Legia Warszawa                                                | 4:1   | Radomiak Radom                                    | |
| 17:30             | Kramer 38' (k) · Kapustka 45+3' · Gual 70' (k) · Urbański 90' | (2:0) | 61' Capita                                        | Stadion Miejski Legii Warszawa im. Marszałka Józefa Piłsudskiego, Warszawa Widzów: 24 376 Sędzia: Damian Sylwestrzak (Wrocław) |
| 17:30             | Kramer 58' · Urbański 84'                                     | (2:0) | 67' Leândro · 67' Jakubik · 68' Rossi · 85' Alves | Stadion Miejski Legii Warszawa im. Marszałka Józefa Piłsudskiego, Warszawa Widzów: 24 376 Sędzia: Damian Sylwestrzak (Wrocław) |

| 818 sierpnia 2024 | Górnik Zabrze                   | 0:0   | Raków Częstochowa                         |                                                                                   |
| 20:15             |                                 | (0:0) |                                           | Stadion im. Ernesta Pohla, Zabrze Widzów: 17 034 Sędzia: Łukasz Kuźma (Białystok) |
| 20:15             | Janicki 90+3' · Wojtuszek 90+3' | (0:0) | 34' Pestka · 45+1' Tudor · 90+4' Berggren | Stadion im. Ernesta Pohla, Zabrze Widzów: 17 034 Sędzia: Łukasz Kuźma (Białystok) |

| 919 sierpnia 2024 | Stal Mielec                                                                        | 2:0   | Piast Gliwice | |
| 19:00             | Shkurin 79' · Rave Assayag 84'                                                     | (0:0) |               | Stadion Miejskiego Ośrodka Sportu i Rekreacji w Mielcu, Mielec Widzów: 4308 Sędzia: Damian Kos (Gdańsk) |
| 19:00             | Krzysztof Wołkowicz 4' · Wolsztyński 13' · Matras 62' · Domański 76' · Shkurin 80' | (0:0) |               | Stadion Miejskiego Ośrodka Sportu i Rekreacji w Mielcu, Mielec Widzów: 4308 Sędzia: Damian Kos (Gdańsk) |

### 6. kolejka (23 – 26 sierpnia)
| 123 sierpnia 2024 | Widzew Łódź                              | 3:2   | Radomiak Radom                                                                                   |                                                                              |
| 18:00             | Álvarez 18' · Rondić 42' (k.) · Żyro 75' | (2:1) | 45+4' Rocha · 77' Ouattara                                                                       | Stadion Widzewa Łódź, Łódź Widzów: 16 467 Sędzia: Patryk Gryckiewicz (Toruń) |
| 18:00             | Juan Ibiza 24' · Kerk 79'                | (2:1) | 41' Məmmədov · 52' Guilherme Zimovski · 53' Leândro · 53', 90+5' Rossi · 59' Jakubik · 65' Kaput | Stadion Widzewa Łódź, Łódź Widzów: 16 467 Sędzia: Patryk Gryckiewicz (Toruń) |

| 223 sierpnia 2024 | Lechia Gdańsk            | 1:2   | Raków Częstochowa         |                                                                               |
| 20:30             | Kapić 59'                | (0:0) | 87' Makuch · 90' Brunes   | Polsat Plus Arena Gdańsk, Gdańsk Widzów: 11 976 Sędzia: Wojciech Myć (Lublin) |
| 20:30             | Pllana 41' · Chłań 45+3' | (0:0) | 68' Berggren · 84' Brunes | Polsat Plus Arena Gdańsk, Gdańsk Widzów: 11 976 Sędzia: Wojciech Myć (Lublin) |

| 324 sierpnia 2024 | Motor Lublin | 0:0   | Puszcza Niepołomice                              |                                                                      |
| 14:45             |              | (0:0) |                                                  | Arena Lublin, Lublin Widzów: 10 993 Sędzia: Łukasz Kuźma (Białystok) |
| 14:45             | Najemski 67' | (0:0) | 45+4' Szymonowicz · 67' Abramowicz · 81' Serafin | Arena Lublin, Lublin Widzów: 10 993 Sędzia: Łukasz Kuźma (Białystok) |

| 424 sierpnia 2024 | Cracovia                            | 3:2   | Górnik Zabrze                            |                                                                                            |
| 17:30             | Rózga 26' · Hasić 73' · Sánchez 78' | (1:2) | 20' Rasak · 33' Ismaheel                 | Stadion Cracovii im. Józefa Piłsudskiego, Kraków Widzów: 10 106 Sędzia: Paweł Malec (Łódź) |
| 17:30             | Kakabadze 88'                       | (1:2) | 29' Janža · 57' Janicki · 84' Szcześniak | Stadion Cracovii im. Józefa Piłsudskiego, Kraków Widzów: 10 106 Sędzia: Paweł Malec (Łódź) |

| 625 sierpnia 2024 | Piast Gliwice                                     | 1:0   | Zagłębie Lubin         |                                                                           |
| 20:15             | Kądzior 45'                                       | (1:0) |                        | Stadion Miejski, Gliwice Widzów: 4516 Sędzia: Paweł Raczkowski (Warszawa) |
| 20:15             | Czerwiński 41' · Dziczek 90+3' · Kostadinow 90+6' | (1:0) | 15' Mróz · 87' Wdowiak | Stadion Miejski, Gliwice Widzów: 4516 Sędzia: Paweł Raczkowski (Warszawa) |

| 524 sierpnia 2024 | GKS Katowice                          | 3:1   | Jagiellonia Białystok |                                                                                  |
| 14:45             | Błąd 2' · Kowalczyk 73' · Repka 90+7' | (1:1) | 18' Pululu            | Stadion GKS Katowice, Katowice Widzów: 6690 Sędzia: Daniel Stefański (Bydgoszcz) |
| 14:45             | Kowalczyk 65' · Zreľák 76'            | (1:1) | 58' Diaby-Fadiga      | Stadion GKS Katowice, Katowice Widzów: 6690 Sędzia: Daniel Stefański (Bydgoszcz) |

| 725 sierpnia 2024 | Lech Poznań                              | 2:0   | Pogoń Szczecin                                                    |                                                                   |
| 17:30             | Sousa 54' · Gholizadeh 77'               | (0:0) |                                                                   | Stadion Poznań, Poznań Widzów: 29 156 Sędzia: Piotr Lasyk (Bytom) |
| 17:30             | Ishak 8' · Murawski 70' · Gholizadeh 90' | (0:0) | 9' Grosicki · 19' Gorgon · 39' Kuluris · 45+1' Zech · 87' Paryzek | Stadion Poznań, Poznań Widzów: 29 156 Sędzia: Piotr Lasyk (Bytom) |

| 825 sierpnia 2024 | Śląsk Wrocław              | 1:1   | Legia Warszawa                                        |                                                                           |
| 20:15             | Guercio 66'                | (0:0) | 53' Kapustka                                          | Tarczyński Arena, Wrocław Widzów: 36 208 Sędzia: Szymon Marciniak (Płock) |
| 20:15             | Pokorný 62' · Paluszek 81' | (0:0) | 2' Kramer · 63' Augustyniak · 75' Kun · 88' Gonçalves | Tarczyński Arena, Wrocław Widzów: 36 208 Sędzia: Szymon Marciniak (Płock) |

| 926 sierpnia 2024 | Korona Kielce                | 2:1   | Stal Mielec  |                                                                       |
| 19:00             | Nuno 49' (k.) · Błanik 90+1' | (0:0) | 86' Domański | Arena Kielce, Kielce Widzów: 11 057 Sędzia: Sebastian Krasny (Kraków) |
| 19:00             | Długosz 90'                  | (0:0) | 22' Hinokio  | Arena Kielce, Kielce Widzów: 11 057 Sędzia: Sebastian Krasny (Kraków) |

### 7. kolejka (30, 31 sierpnia, 1 września)
| 130 sierpnia 2024 | Raków Częstochowa            | 0:1   | Piast Gliwice                    | |
| 18:00             |                              | (0:0) | 90+8' Ameyaw                     | Miejski Stadion Piłkarski Raków w Częstochowie, Częstochowa Widzów: 5454 Sędzia: Marcin Szczerbowicz (Olsztyn) |
| 18:00             | Koczerhin 41' · Rundić 90+3' | (0:0) | 22' Igor Drapiński · 52' Dziczek | Miejski Stadion Piłkarski Raków w Częstochowie, Częstochowa Widzów: 5454 Sędzia: Marcin Szczerbowicz (Olsztyn) |

| 230 sierpnia 2024 | Stal Mielec                                | 0:2   | Lech Poznań           | |
| 20:30             |                                            | (0:2) | 32' Hotić · 37' Ishak | Stadion Miejskiego Ośrodka Sportu i Rekreacji w Mielcu, Mielec Widzów: 6477 Sędzia: Szymon Marciniak (Płock) |
| 20:30             | Bukowski 39' · Matras 86' · Esselink 90+2' | (0:2) | 83' Kozubal           | Stadion Miejskiego Ośrodka Sportu i Rekreacji w Mielcu, Mielec Widzów: 6477 Sędzia: Szymon Marciniak (Płock) |

| 331 sierpnia 2024 | Puszcza Niepołomice | 0:0   | Korona Kielce                    | |
| 14:45             |                     | (0:0) |                                  | Stadion Cracovii im. Józefa Piłsudskiego, Kraków Widzów: 2411 Sędzia: Damian Sylwestrzak (Wrocław) |
| 14:45             | Lee 33'             | (0:0) | 77' Hofmayster · 90+2' Nagamatsu | Stadion Cracovii im. Józefa Piłsudskiego, Kraków Widzów: 2411 Sędzia: Damian Sylwestrzak (Wrocław) |

| 431 sierpnia 2024 | Zagłębie Lubin  | 1:0   | GKS Katowice |                                                                          |
| 17:30             | Adamczyk 87'    | (0:0) |              | Stadion Zagłębia Lubin, Lubin Widzów: 5753 Sędzia: Wojciech Myć (Lublin) |
| 17:30             | Dąbrowski 90+2' | (0:0) |              | Stadion Zagłębia Lubin, Lubin Widzów: 5753 Sędzia: Wojciech Myć (Lublin) |

| 531 sierpnia 2024 | Radomiak Radom           | 2:1   | Cracovia                                   |                                                                                      |
| 20:15             | Rocha 5' · Ouattara 59'  | (1:0) | 62' Ólafsson                               | Stadion im. Braci Czachorów, Radom Widzów: 7799 Sędzia: Jarosław Przybył (Kluczbork) |
| 20:15             | Ouattara 10' · Donis 21' | (1:0) | 61' Ólafsson · 73' Jugas · 90+5' van Buren | Stadion im. Braci Czachorów, Radom Widzów: 7799 Sędzia: Jarosław Przybył (Kluczbork) |

| 61 września 2024 | Górnik Zabrze                 | 2:3   | Lechia Gdańsk                          |                                                                                |
| 12:15            | Olkowski 53' · Nascimento 82' | (0:2) | 24' Carenko · 28' Olsson · 68' Wjunnyk | Stadion im. Ernesta Pohla, Zabrze Widzów: 21 148 Sędzia: Karol Arys (Szczecin) |
| 12:15            | Rasak 7' · Ismaheel 56'       | (0:2) | 77' Szymon Weirauch · 86' Kałahur      | Stadion im. Ernesta Pohla, Zabrze Widzów: 21 148 Sędzia: Karol Arys (Szczecin) |

| 71 września 2024 | Legia Warszawa                                                    | 5:2   | Motor Lublin                         | |
| 14:45            | Kapustka 30', 69' · Wszołek 36' (k.) · Alfarela 48' · Nsame 90+1' | (2:1) | 9' Rudol · 89' Ndiaye                | Stadion Miejski Legii Warszawa im. Marszałka Józefa Piłsudskiego, Warszawa Widzów: 27 142 Sędzia: Damian Kos (Wejherowo) |
| 14:45            | Gonçalves 4' · Luquinhas 45+4' · Vinagre 53' · Augustyniak 79'    | (2:1) | 40' Ndiaye · 45' Rudol · 56' Ceglarz | Stadion Miejski Legii Warszawa im. Marszałka Józefa Piłsudskiego, Warszawa Widzów: 27 142 Sędzia: Damian Kos (Wejherowo) |

| 81 września 2024 | Pogoń Szczecin                                         | 5:3   | Śląsk Wrocław                                             | |
| 17:30            | Ulvestad 9' · Grosicki 21' · Kuluris 41', 89' · Gorgon | (3:2) | 32' Petkov · 37' Musiolik · 81' Petrow                    | Stadion Miejski im. Floriana Krygiera, Szczecin Widzów: 19 794 Sędzia: Paweł Raczkowski (Warszawa) |
| 17:30            | Przyborek 25' · Kuluris 51'                            | (3:2) | 27' Musiolik · 47' Guercio · 50' Żukowski · 90+6' Macenko | Stadion Miejski im. Floriana Krygiera, Szczecin Widzów: 19 794 Sędzia: Paweł Raczkowski (Warszawa) |

| 91 września 2024 | Jagiellonia Białystok | 1:0   | Widzew Łódź                                                                       |                                                                                 |
| 20:15            | Pululu 2'             | (1:0) |                                                                                   | Stadion Miejski, Białystok Widzów: 13 076 Sędzia: Tomasz Kwiatkowski (Warszawa) |
| 20:15            | Sáček 81'             | (1:0) | 35' Álvarez · 40' Hajrizi · 43' Sypek · 44' Gikiewicz · 77' Hanousek · 90+3' Kerk | Stadion Miejski, Białystok Widzów: 13 076 Sędzia: Tomasz Kwiatkowski (Warszawa) |

### 8. kolejka (13 – 16 września)
| 113 września 2024 | Motor Lublin | 1:0   | Górnik Zabrze              |                                                                        |
| 18:00             | Simon 49'    | (0:0) |                            | Arena Lublin, Lublin Widzów: 12 497 Sędzia: Patryk Gryckiewicz (Toruń) |
| 18:00             | Ndiaye 43'   | (0:0) | 21' Wojtuszek · 84' Ambros | Arena Lublin, Lublin Widzów: 12 497 Sędzia: Patryk Gryckiewicz (Toruń) |

| 213 września 2024 | GKS Katowice                     | 2:2   | Widzew Łódź                             |                                                                                 |
| 20:30             | Repka 38' · Wasielewski 42'      | (2:1) | 13' Rondić · 90+2' Łukowski             | Stadion GKS Katowice, Katowice Widzów: 6756 Sędzia: Paweł Raczkowski (Warszawa) |
| 20:30             | Wasielewski 31' · Czerwiński 82' | (2:1) | 15' Kozlovský · 28' Ibiza · 85' Hamulić | Stadion GKS Katowice, Katowice Widzów: 6756 Sędzia: Paweł Raczkowski (Warszawa) |

| 314 września 2024 | Lechia Gdańsk                                                | 1:0   | Radomiak Radom             |                                                                                    |
| 14:45             | Mena 58' (k)                                                 | (0:0) |                            | Polsat Plus Arena Gdańsk, Gdańsk Widzów: 9642 Sędzia: Damian Sylwestrzak (Wrocław) |
| 14:45             | Piła 29' · Wjunnyk 38' · Conrado 50' · Szymon Weirauch 90+1' | (0:0) | 6' Henrique · 90+2' Jordão | Polsat Plus Arena Gdańsk, Gdańsk Widzów: 9642 Sędzia: Damian Sylwestrzak (Wrocław) |

| 414 września 2024 | Cracovia                 | 2:1   | Pogoń Szczecin                                                      |                                                                                                  |
| 17:30             | Maigaard 20' · Ghiță 90' | (1:0) | 72' Borges                                                          | Stadion Cracovii im. Józefa Piłsudskiego, Kraków Widzów: bez kibiców Sędzia: Piotr Lasyk (Bytom) |
| 17:30             | Rózga 76'                | (1:0) | 32' Koulouris · 69', 90+3' Łukasiak · 88' Ulvestad · 90+6' Cojocaru | Stadion Cracovii im. Józefa Piłsudskiego, Kraków Widzów: bez kibiców Sędzia: Piotr Lasyk (Bytom) |

| 514 września 2024 | Lech Poznań                                                                   | 5:0   | Jagiellonia Białystok                            |                                                                            |
| 20:15             | Sousa 25' · Hotić 41' · Szymczak 81' (k) · Haliti 87' (sam.) · Jagiełło 90+3' | (2:0) |                                                  | Stadion Poznań, Poznań Widzów: 32 365 Sędzia: Daniel Stefański (Bydgoszcz) |
| 20:15             | Milić 35'                                                                     | (2:0) | 38' Diéguez · 42' Nené · 68' Pululu · 79' Haliti | Stadion Poznań, Poznań Widzów: 32 365 Sędzia: Daniel Stefański (Bydgoszcz) |

| 615 września 2024 | Piast Gliwice   | 1:1   | Puszcza Niepołomice    |                                                                             |
| 12:15             | Chrapek 71' (k) | (0:0) | 66' Mroziński          | Stadion Miejski, Gliwice Widzów: 5779 Sędzia: Tomasz Kwiatkowski (Warszawa) |
| 12:15             | Kądzior 50'     | (0:0) | 2' Lee · 10' Mroziński | Stadion Miejski, Gliwice Widzów: 5779 Sędzia: Tomasz Kwiatkowski (Warszawa) |

| 715 września 2024 | Korona Kielce                   | 2:0   | Zagłębie Lubin                      |                                                                     |
| 14:45             | Pau Resta 8' · Dalmau 34'       | (2:0) |                                     | Exbud Arena, Kielce Widzów: 10 642 Sędzia: Łukasz Kuźma (Białystok) |
| 14:45             | Remacle 12' · Hubert Zwoźny 72' | (2:0) | 27' Mata · 33' Sejk · 58' Dąbrowski | Exbud Arena, Kielce Widzów: 10 642 Sędzia: Łukasz Kuźma (Białystok) |

| 815 września 2024 | Legia Warszawa                                            | 0:1   | Raków Częstochowa                                          | |
| 17:30             |                                                           | (0:1) | 41' Jean Carlos                                            | Stadion Miejski Legii Warszawa im. Marszałka Józefa Piłsudskiego, Warszawa Widzów: 26 102 Sędzia: Jarosław Przybył (Kluczbork) |
| 17:30             | Alfarela 31' · Kapustka 69' · Çelhaka 88' · Kapuadi 90+4' | (0:1) | 61' Kuciak · 90' Jean Carlos · 90' Brunes · 90+4' Berggren | Stadion Miejski Legii Warszawa im. Marszałka Józefa Piłsudskiego, Warszawa Widzów: 26 102 Sędzia: Jarosław Przybył (Kluczbork) |

| 923 października 2024 | Śląsk Wrocław                              | 2:1   | Stal Mielec     |                                                                        |
| 18:30                 | Musiolik 16', 44'                          | (2:0) | 69' Wolsztyński | Tarczyński Arena, Wrocław Widzów: 13 825 Sędzia: Karol Arys (Szczecin) |
| 18:30                 | Guercio 37' · Jasper 86' · Bartolewski 88' | (2:0) | 34' Matras      | Tarczyński Arena, Wrocław Widzów: 13 825 Sędzia: Karol Arys (Szczecin) |

### 9. kolejka (20 – 22 września)
| 120 września 2024 | Radomiak Radom                                                    | 4:0   | Korona Kielce                                                                   |                                                                                     |
| 18:00             | Rocha 7', 46', 79' · Peglow 12'                                   | (2:0) |                                                                                 | Stadion im. Braci Czachorów, Radom Widzów: 8555 Sędzia: Paweł Raczkowski (Warszawa) |
| 18:00             | Henrique 31' · Donis 61' · Jordão 78' · Rocha 80' · Leândro 90+2' | (2:0) | 8' Dziekoński · 29' Remacle · 58' Pau Resta · 64' Hubert Zwoźny · 84' Nagamatsu | Stadion im. Braci Czachorów, Radom Widzów: 8555 Sędzia: Paweł Raczkowski (Warszawa) |

| 220 września 2024 | Pogoń Szczecin                                | 1:0   | Legia Warszawa                  |                                                                                              |
| 20:30             | Gorgon 67'                                    | (0:0) |                                 | Stadion Miejski im. Floriana Krygiera, Szczecin Widzów: 20 415 Sędzia: Wojciech Myć (Lublin) |
| 20:30             | Borges 82' · Cojocaru 90+5' · Wahlqvist 90+5' | (0:0) | 57' Çelhaka · 90+5' Jędrzejczyk | Stadion Miejski im. Floriana Krygiera, Szczecin Widzów: 20 415 Sędzia: Wojciech Myć (Lublin) |

| 321 września 2024 | Puszcza Niepołomice                                                                         | 1:2   | Cracovia                                           |                                                                                                 |
| 12:15             | Kosidis 6'                                                                                  | (1:1) | 15' Ghiță · 67' Kakabadze                          | Stadion Cracovii im. Józefa Piłsudskiego, Kraków Widzów: 4095 Sędzia: Sebastian Krasny (Kraków) |
| 12:15             | Kosidis 2' · Cholewiak 18' · Abramowicz 45+1' · Crăciun 47', 78' · Revenco 56' · Yakuba 75' | (1:1) | 47' Rózga · 62' Kakabadze · 76' Rakoczy · 81' Glik | Stadion Cracovii im. Józefa Piłsudskiego, Kraków Widzów: 4095 Sędzia: Sebastian Krasny (Kraków) |

| 421 września 2024 | Jagiellonia Białystok                     | 3:2   | Lechia Gdańsk            |                                                                                |
| 14:45             | Silva 13' · Imaz 72' · Skrzypczak 76' (k) | (1:1) | 16' Wjunnyk · 59' Chłań  | Stadion Miejski, Białystok Widzów: 15 101 Sędzia: Jarosław Przybył (Kluczbork) |
| 14:45             | Sáček 85' · Moutinho 90+5'                | (1:1) | 46' Olsson · 70' Wjunnyk | Stadion Miejski, Białystok Widzów: 15 101 Sędzia: Jarosław Przybył (Kluczbork) |

| 521 września 2024 | Widzew Łódź         | 1:0   | Piast Gliwice    |                                                                            |
| 17:30             | Rondić 12'          | (1:0) |                  | Stadion Widzewa Łódź, Łódź Widzów: 16 922 Sędzia: Łukasz Kuźma (Białystok) |
| 17:30             | Kerk 17' · Gong 41' | (1:0) | 90+5' Kostadinow | Stadion Widzewa Łódź, Łódź Widzów: 16 922 Sędzia: Łukasz Kuźma (Białystok) |

| 621 września 2024 | Górnik Zabrze                 | 3:0   | GKS Katowice |                                                                                       |
| 20:15             | Podolski 4', 64' · Josema 48' | (1:0) |              | Stadion im. Ernesta Pohla, Zabrze Widzów: 22 371 Sędzia: Daniel Stefański (Bydgoszcz) |
| 20:15             | Lukoszek 39'                  | (1:0) | 90+2' Komor  | Stadion im. Ernesta Pohla, Zabrze Widzów: 22 371 Sędzia: Daniel Stefański (Bydgoszcz) |

| 722 września 2024 | Stal Mielec         | 1:0   | Motor Lublin | |
| 12:15             | Krykun 50'          | (0:0) |              | Stadion Miejskiego Ośrodka Sportu i Rekreacji w Mielcu, Mielec Widzów: 5210 Sędzia: Marcin Kochanek (Opole) |
| 12:15             | Ravve Assayeg 90+2' | (0:0) | 61' Ndiaye   | Stadion Miejskiego Ośrodka Sportu i Rekreacji w Mielcu, Mielec Widzów: 5210 Sędzia: Marcin Kochanek (Opole) |

| 822 września 2024 | Raków Częstochowa                                           | 5:1   | Zagłębie Lubin | |
| 14:45             | Koczerhin 10' · Brunes 53' · Berggren 81', 89' · Otieno 86' | (1:1) | 33' Mróz       | Miejski Stadion Piłkarski Raków w Częstochowie, Częstochowa Widzów: 5324 Sędzia: Paweł Malec (Łódź) |
| 14:45             | Jesús Díaz 24' · Tudor 26' · Swarnas 38'                    | (1:1) |                | Miejski Stadion Piłkarski Raków w Częstochowie, Częstochowa Widzów: 5324 Sędzia: Paweł Malec (Łódź) |

| 922 września 2024 | Lech Poznań  | 1:0   | Śląsk Wrocław |                                                                   |
| 17:30             | Szymczak 68' | (0:0) |               | Stadion Poznań, Poznań Widzów: 34 285 Sędzia: Piotr Lasyk (Bytom) |
| 17:30             | 80' Pokorný  | (0:0) |               | Stadion Poznań, Poznań Widzów: 34 285 Sędzia: Piotr Lasyk (Bytom) |

### 10. kolejka (27 – 30 września)
| 127 września 2024 | GKS Katowice                             | 3:1   | Pogoń Szczecin                               |                                                                                 |
| 18:00             | Jędrych 33' · Bergier 90' · Marzec 90+6' | (1:0) | 90+3' Gorgon                                 | Stadion GKS Katowice, Katowice Widzów: 6759 Sędzia: Paweł Raczkowski (Warszawa) |
| 18:00             | Błąd 53' · Bergier 85'                   | (1:0) | 54' Cojocaru · 76' Korczakowski · 87' Borges | Stadion GKS Katowice, Katowice Widzów: 6759 Sędzia: Paweł Raczkowski (Warszawa) |

| 227 września 2024 | Lechia Gdańsk                                                  | 1:1   | Widzew Łódź          |                                                                                |
| 20:30             | Kapić 44' (k)                                                  | (1:0) | 74' (k) Rondić       | Polsat Plus Arena Gdańsk, Gdańsk Widzów: 9937 Sędzia: Szymon Marciniak (Płock) |
| 20:30             | Chłań 17' · Conrado 71' · Olsson 73' · Żelizko 80' · Kapić 82' | (1:0) | 30' Marcel Krajewski | Polsat Plus Arena Gdańsk, Gdańsk Widzów: 9937 Sędzia: Szymon Marciniak (Płock) |

| 328 września 2024 | Raków Częstochowa                      | 2:0   | Puszcza Niepołomice                     | |
| 14:45             | Jean Carlos 32' · López 38'            | (2:0) |                                         | Miejski Stadion Piłkarski Raków w Częstochowie, Częstochowa Widzów: 5211 Sędzia: Damian Kos (Gdańsk) |
| 14:45             | Rodin 14' · Koczerhin 51' · Brunes 72' | (2:0) | 18' Serafin · 54' Hajda · 86' Mroziński | Miejski Stadion Piłkarski Raków w Częstochowie, Częstochowa Widzów: 5211 Sędzia: Damian Kos (Gdańsk) |

| 428 września 2024 | Motor Lublin                     | 2:1   | Śląsk Wrocław                |                                                                           |
| 17:30             | Simon 83' · Bartoš 90+8'         | (0:1) | 44' Świerczok                | Arena Lublin, Lublin Widzów: 14 436 Sędzia: Marcin Szczerbowicz (Olsztyn) |
| 17:30             | Mráz 15' · Bartoš 49' · Król 59' | (0:1) | 45+1' Cebula · 72' Świerczok | Arena Lublin, Lublin Widzów: 14 436 Sędzia: Marcin Szczerbowicz (Olsztyn) |

| 528 września 2024 | Legia Warszawa | 1:1   | Górnik Zabrze    | |
| 20:15             | Pankov 35'     | (1:1) | 10' (k) Lukoszek | Stadion Miejski Legii Warszawa im. Marszałka Józefa Piłsudskiego, Warszawa Widzów: 24 438 Sędzia: Łukasz Kuźma (Białystok) |
| 20:15             | Luquinhas 60'  | (1:1) | 39' Rasak        | Stadion Miejski Legii Warszawa im. Marszałka Józefa Piłsudskiego, Warszawa Widzów: 24 438 Sędzia: Łukasz Kuźma (Białystok) |

| 629 września 2024 | Zagłębie Lubin | 1:0   | Radomiak Radom |                                                                          |
| 12:15             | Pieńko 90+3'   | (0:0) |                | Stadion Zagłębia Lubin, Lubin Widzów: 4042 Sędzia: Karol Arys (Szczecin) |
| 12:15             | 40' Donis      | (0:0) |                | Stadion Zagłębia Lubin, Lubin Widzów: 4042 Sędzia: Karol Arys (Szczecin) |

| 729 września 2024 | Korona Kielce           | 2:3   | Lech Poznań                         |                                                                |
| 14:45             | Nuno 27', 57' (k)       | (1:1) | 14', 61', 63' Wålemark              | Exbud Arena, Kielce Widzów: 12 923 Sędzia: Piotr Lasyk (Bytom) |
| 14:45             | Trojak 4' · Remacle 38' | (1:1) | 55' Hotić · 85' Fiabema · 89' Milić | Exbud Arena, Kielce Widzów: 12 923 Sędzia: Piotr Lasyk (Bytom) |

| 829 września 2024 | Piast Gliwice                  | 0:1   | Jagiellonia Białystok |                                                                     |
| 17:30             |                                | (0:1) | 32' Hansen            | Stadion Miejski, Gliwice Widzów: 5128 Sędzia: Wojciech Myć (Lublin) |
| 17:30             | Igor Drapiński 70' · Félix 87' | (0:1) | 65' Romanczuk         | Stadion Miejski, Gliwice Widzów: 5128 Sędzia: Wojciech Myć (Lublin) |

| 930 września 2024 | Cracovia        | 1:1   | Stal Mielec                                          |                                                                                                  |
| 19:00             | Källman 86' (k) | (0:1) | 30' Guillaumier                                      | Stadion Cracovii im. Józefa Piłsudskiego, Kraków Widzów: 8873 Sędzia: Patryk Gryckiewicz (Toruń) |
| 19:00             | Glik 90+6'      | (0:1) | 9' Guillaumier · 2' Senger · 70' Dadok · 74' Mądrzyk | Stadion Cracovii im. Józefa Piłsudskiego, Kraków Widzów: 8873 Sędzia: Patryk Gryckiewicz (Toruń) |

### 11. kolejka (4 – 6 października)
| 14 października 2024 | Puszcza Niepołomice | 0:6   | GKS Katowice                                                                            |                                                                                             |
| 18:00                |                     | (0:2) | 31' Kowalczyk · 41' Bergier · 57' Repka · 73' (k) Jędrych · 77' (k) Nowak · 86' Antczak | Stadion Cracovii im. Józefa Piłsudskiego, Kraków Widzów: 1609 Sędzia: Karol Arys (Szczecin) |
| 18:00                | 68' Klemenz         | (0:2) |                                                                                         | Stadion Cracovii im. Józefa Piłsudskiego, Kraków Widzów: 1609 Sędzia: Karol Arys (Szczecin) |

| 24 października 2024 | Widzew Łódź | 0:1   | Korona Kielce                                           |                                                                                |
| 20:30                |             | (0:0) | 80' Nagamatsu                                           | Stadion Widzewa Łódź, Łódź Widzów: 16 692 Sędzia: Daniel Stefański (Bydgoszcz) |
| 20:30                | Shehu 79'   | (0:0) | 12' Zapytowski · 21' Nuno · 41' Fornalczyk · 60' Trojak | Stadion Widzewa Łódź, Łódź Widzów: 16 692 Sędzia: Daniel Stefański (Bydgoszcz) |

| 35 października 2024 | Stal Mielec                    | 2:1   | Lechia Gdańsk | |
| 12:15                | Wlazło 58' · Wolsztyński 90+2' | (0:1) | 38' Piła      | Stadion Miejskiego Ośrodka Sportu i Rekreacji w Mielcu, Mielec Widzów: 3932 Sędzia: Sebastian Krasny (Kraków) |
| 12:15                | Knap 21' · Guillaumier 71'     | (0:1) | 12' Pllana    | Stadion Miejskiego Ośrodka Sportu i Rekreacji w Mielcu, Mielec Widzów: 3932 Sędzia: Sebastian Krasny (Kraków) |

| 45 października 2024 | Radomiak Radom                                      | 0:2   | Raków Częstochowa           |                                                                                      |
| 14:45                |                                                     | (0:1) | 33' López · 90+1' Koczerhin | Stadion im. Braci Czachorów, Radom Widzów: 8545 Sędzia: Jarosław Przybył (Kluczbork) |
| 14:45                | Henrique 18' · Ouattara 28' · Rossi 42' · Alves 65' | (0:1) | 64' Mosór                   | Stadion im. Braci Czachorów, Radom Widzów: 8545 Sędzia: Jarosław Przybył (Kluczbork) |

| 55 października 2024 | Górnik Zabrze            | 0:1   | Zagłębie Lubin            |                                                                                        |
| 17:30                |                          | (0:1) | 32' Pieńko                | Stadion im. Ernesta Pohla, Zabrze Widzów: 12 626 Sędzia: Tomasz Kwiatkowski (Warszawa) |
| 17:30                | Szala 22' · Furukawa 56' | (0:1) | 2' Nalepa · 51' Ławniczak | Stadion im. Ernesta Pohla, Zabrze Widzów: 12 626 Sędzia: Tomasz Kwiatkowski (Warszawa) |

| 65 października 2024 | Lech Poznań                                       | 1:2   | Motor Lublin  |                                                                        |
| 20:15                | Ishak 24'                                         | (1:1) | 25', 54' Mráz | Stadion Poznań, Poznań Widzów: 24 368 Sędzia: Łukasz Kuźma (Białystok) |
| 20:15                | 43' Król · 43' Stolarski · 66' Rudol · 88' Palacz | (1:1) |               | Stadion Poznań, Poznań Widzów: 24 368 Sędzia: Łukasz Kuźma (Białystok) |

| 76 października 2024 | Śląsk Wrocław                                            | 2:4   | Cracovia                                                    |                                                                        |
| 15:45                | Petrov 2' · Guercio 8'                                   | (2:1) | 21' (k) Källman · 47' Jugas · 68' van Buren · 76' (k) Hasić | Tarczyński Arena, Wrocław Widzów: 14 482 Sędzia: Wojciech Myć (Lublin) |
| 15:45                | Samiec-Talar 34' · Petkov 36' · Szota 62' · Żukowski 74' | (2:1) | 32' Hasić · 84' Rózga                                       | Tarczyński Arena, Wrocław Widzów: 14 482 Sędzia: Wojciech Myć (Lublin) |

| 86 października 2024 | Pogoń Szczecin                                                | 1:0   | Piast Gliwice | |
| 17:30                | Koulouris 90+7'                                               | (0:0) |               | Stadion Miejski im. Floriana Krygiera, Szczecin Widzów: 19 148 Sędzia: Damian Sylwestrzak (Wrocław) |
| 17:30                | Bichakhchyan 58' · Wahlqvist 59' · Borges 61' · Kurzawa 90+3' | (0:0) | 2' [[]]       | Stadion Miejski im. Floriana Krygiera, Szczecin Widzów: 19 148 Sędzia: Damian Sylwestrzak (Wrocław) |

| 96 października 2024 | Jagiellonia Białystok                      | 1:1   | Legia Warszawa                                               |                                                                            |
| 20:15                | Imaz 35'                                   | (1:0) | 67' Gual                                                     | Stadion Miejski, Białystok Widzów: 20 029 Sędzia: Szymon Marciniak (Płock) |
| 20:15                | Romanczuk 44' · Kubicki 74' · Pululu 90+7' | (1:0) | 48' Chodyna · 63' Kapustka · 87' Tobiasz · 90+6' Jędrzejczyk | Stadion Miejski, Białystok Widzów: 20 029 Sędzia: Szymon Marciniak (Płock) |

### 12. kolejka (18 – 21 października)
| 118 października 2024 | Korona Kielce | 0:2   | Piast Gliwice                                                                  |                                                                        |
| 18:00                 |               | (0:1) | 16' (k) Félix · 49' Rosołek                                                    | Exbud Arena, Kielce Widzów: 8735 Sędzia: Tomasz Kwiatkowski (Warszawa) |
| 18:00                 | Pau Resta 78' | (0:1) | 7' Huk · 17' Chrapek · 40' Katsantonis · 52' Igor Drapiński · 90+3' Czerwiński | Exbud Arena, Kielce Widzów: 8735 Sędzia: Tomasz Kwiatkowski (Warszawa) |

| 218 października 2024 | Lechia Gdańsk | 0:2   | Legia Warszawa               |                                                                             |
| 20:30                 |               | (0:0) | 58' Morishita · 63' Chodyna  | Polsat Plus Arena Gdańsk, Gdańsk Widzów: 25 000 Sędzia: Piotr Lasyk (Bytom) |
| 20:30                 | Pllana 19'    | (0:0) | 39' Urbański · 41' Morishita | Polsat Plus Arena Gdańsk, Gdańsk Widzów: 25 000 Sędzia: Piotr Lasyk (Bytom) |

| 319 października 2024 | Motor Lublin                                | 3:4   | Widzew Łódź                                    |                                                                          |
| 14:45                 | Ceglarz 1' · Rudol 14' · Kacper Wełniak 86' | (2:3) | Mráz 22' (sam) · 24', 42' Rondić · 56' Álvarez | Arena Lublin, Lublin Widzów: 13 357 Sędzia: Damian Sylwestrzak (Wrocław) |
| 14:45                 | Simon 39'                                   | (2:3) | 48' Sypek · 89' Shehu · 90+7' Rondić           | Arena Lublin, Lublin Widzów: 13 357 Sędzia: Damian Sylwestrzak (Wrocław) |

| 419 października 2024 | Zagłębie Lubin | 1:3   | Jagiellonia Białystok      |                                                                                 |
| 17:30                 | Ławniczak 74'  | (0:2) | 20', 58' Imaz · 24' Hansen | Stadion Zagłębia Lubin, Lubin Widzów: 6283 Sędzia: Daniel Stefański (Bydgoszcz) |
| 17:30                 | Radwański 16'  | (0:2) |                            | Stadion Zagłębia Lubin, Lubin Widzów: 6283 Sędzia: Daniel Stefański (Bydgoszcz) |

| 519 października 2024 | Cracovia                  | 0:2   | Lech Poznań                          | |
| 20:15                 |                           | (0:0) | 53' Ishak · 57' Wålemark             | Stadion Cracovii im. Józefa Piłsudskiego, Kraków Widzów: 13 449 Sędzia: Jarosław Przybył (Kluczbork) |
| 20:15                 | Kakabadze 15' · Ghiță 22' | (0:0) | 23' Murawski · 38' Milić · 44' Sousa | Stadion Cracovii im. Józefa Piłsudskiego, Kraków Widzów: 13 449 Sędzia: Jarosław Przybył (Kluczbork) |

| 620 października 2024 | GKS Katowice              | 0:0   | Śląsk Wrocław |                                                                                |
| 12:15                 |                           | (0:0) |               | Stadion GKS Katowice, Katowice Widzów: 6750 Sędzia: Patryk Gryckiewicz (Toruń) |
| 12:15                 | Jędrych 16' · Klemenz 62' | (0:0) | 90+3' Guercio | Stadion GKS Katowice, Katowice Widzów: 6750 Sędzia: Patryk Gryckiewicz (Toruń) |

| 720 października 2024 | Górnik Zabrze                                                         | 3:1   | Stal Mielec                          |                                                                                        |
| 14:45                 | Zahovič 32' · Rasak 61' · Hellebrand 90+1'                            | (1:1) | 39' Wlazło                           | Stadion im. Ernesta Pohla, Zabrze Widzów: 14 130 Sędzia: Marcin Szczerbowicz (Olsztyn) |
| 14:45                 | Olkowski 27' · Ismaheel 28' · Rasak 74' · Podolski 79' · Lukoszek 90' | (1:1) | 20' Domański · 26' Senger · 45' Knap | Stadion im. Ernesta Pohla, Zabrze Widzów: 14 130 Sędzia: Marcin Szczerbowicz (Olsztyn) |

| 820 października 2024 | Raków Częstochowa    | 1:0   | Pogoń Szczecin | |
| 17:30                 | Rodin 90+13'         | (0:0) |                | Miejski Stadion Piłkarski Raków w Częstochowie, Częstochowa Widzów: 5443 Sędzia: Paweł Raczkowski (Warszawa) |
| 17:30                 | Rodin 90+10', 90+14' | (0:0) | 65' Keramitsis | Miejski Stadion Piłkarski Raków w Częstochowie, Częstochowa Widzów: 5443 Sędzia: Paweł Raczkowski (Warszawa) |

| 920 października 2024 | Radomiak Radom              | 2:0   | Puszcza Niepołomice |                                                                            |
| 19:00                 | Rocha 51' (k) · Grzesik 66' | (0:0) |                     | Stadion im. Braci Czachorów, Radom Widzów: 6378 Sędzia: Paweł Malec (Łódź) |
| 19:00                 | Peglow 9' · Kaput 45+2'     | (0:0) | 80' Szymonowicz     | Stadion im. Braci Czachorów, Radom Widzów: 6378 Sędzia: Paweł Malec (Łódź) |

### 13. kolejka (25 – 27 października)
| 125 października 2024 | Piast Gliwice                        | 3:3   | Lechia Gdańsk                            |                                                                           |
| 18:00                 | Félix 43', 66' · Rosołek 81'         | (1:1) | 4' (k) Mena · 46' Wjunnyk · 63' D’Arrigo | Stadion Miejski, Gliwice Widzów: 4670 Sędzia: Paweł Raczkowski (Warszawa) |
| 18:00                 | Huk 6' · Muñoz 73' · Tomasiewicz 87' | (1:1) | 87' Kapić · 89' Żelizko                  | Stadion Miejski, Gliwice Widzów: 4670 Sędzia: Paweł Raczkowski (Warszawa) |

| 225 października 2024 | Pogoń Szczecin                | 2:1   | Puszcza Niepołomice          | |
| 20:30                 | Koulouris 36' · Wahlqvist 82' | (1:0) | 71' Kosidis                  | Stadion Miejski im. Floriana Krygiera, Szczecin Widzów: 17 454 Sędzia: Jarosław Przybył (Kluczbork) |
| 20:30                 | Gamboa 64' · Korczakowski 86' | (1:0) | 21' Yakuba · 90+1' Siemaszko | Stadion Miejski im. Floriana Krygiera, Szczecin Widzów: 17 454 Sędzia: Jarosław Przybył (Kluczbork) |

| 326 października 2024 | Cracovia                                               | 6:2   | Motor Lublin                         |                                                                                                 |
| 14:45                 | Ólafsson 6', 44', 72' · Källman 77', 79' · Bochnak 86' | (2:2) | 2' Stolarski · 8' Scalet             | Stadion Cracovii im. Józefa Piłsudskiego, Kraków Widzów: 10 007 Sędzia: Marcin Kochanek (Opole) |
| 14:45                 | Atanasow 39' · Hasić 41' · Skovgaard 76'               | (2:2) | 49' Rudol · 61' Samper · 69' Ceglarz | Stadion Cracovii im. Józefa Piłsudskiego, Kraków Widzów: 10 007 Sędzia: Marcin Kochanek (Opole) |

| 426 października 2024 | Śląsk Wrocław               | 0:0   | Raków Częstochowa                      |                                                                           |
| 17:30                 |                             | (0:0) |                                        | Tarczyński Arena, Wrocław Widzów: 16 265 Sędzia: Szymon Marciniak (Płock) |
| 17:30                 | Leszczyński 4' · Petkov 71' | (0:0) | 34' Berggren · 58' Amorim · 89' Baráth | Tarczyński Arena, Wrocław Widzów: 16 265 Sędzia: Szymon Marciniak (Płock) |

| 526 października 2024 | Lech Poznań                             | 2:1   | Radomiak Radom |                                                                     |
| 20:15                 | Pereira 17' · Ishak 72'                 | (1:0) | 49' Ouattara   | Stadion Poznań, Poznań Widzów: 32 648 Sędzia: Wojciech Myć (Lublin) |
| 20:15                 | 16' Ouattara · 54' Donis · 90+3' Vagner | (1:0) |                | Stadion Poznań, Poznań Widzów: 32 648 Sędzia: Wojciech Myć (Lublin) |

| 627 października 2024 | Stal Mielec                  | 2:2   | Zagłębie Lubin   | |
| 12:15                 | Wlazło 33' (k) · Senger 57'  | (1:0) | 51', 84' Wdowiak | Stadion Miejskiego Ośrodka Sportu i Rekreacji w Mielcu, Mielec Widzów: 3845 Sędzia: Damian Kos (Gdańsk) |
| 12:15                 | Dawid Tkacz 18' · Wlazło 75' | (1:0) | 32' Kłudka       | Stadion Miejskiego Ośrodka Sportu i Rekreacji w Mielcu, Mielec Widzów: 3845 Sędzia: Damian Kos (Gdańsk) |

| 727 października 2024 | Jagiellonia Białystok              | 3:1   | Korona Kielce                   |                                                                       |
| 14:45                 | Nené 9' · Imaz 51' · Czurlinow 67' | (1:0) | 49' Dalmau                      | Stadion Miejski, Białystok Widzów: 15 089 Sędzia: Piotr Lasyk (Bytom) |
| 14:45                 | Silva 88'                          | (1:0) | 34' Fornalczyk · 66' Hofmeister | Stadion Miejski, Białystok Widzów: 15 089 Sędzia: Piotr Lasyk (Bytom) |

| 827 października 2024 | Widzew Łódź                                | 0:2   | Górnik Zabrze               |                                                                            |
| 17:30                 |                                            | (0:1) | 38' Rasak · 58' (k) Zahovič | Stadion Widzewa Łódź, Łódź Widzów: 16 231 Sędzia: Łukasz Kuźma (Białystok) |
| 17:30                 | Kastrati 51' · Kozlovský 75' · Silva 90+5' | (0:1) | 90+2' Rasak                 | Stadion Widzewa Łódź, Łódź Widzów: 16 231 Sędzia: Łukasz Kuźma (Białystok) |

| 927 października 2024 | Legia Warszawa                                                     | 4:1   | GKS Katowice  | |
| 20:15                 | Kapuadi 28' · Chodyna 45+1' · Jędrych 60' (sam.) · Augustyniak 65' | (2:1) | 25' Zreľák    | Stadion Miejski Legii Warszawa im. Marszałka Józefa Piłsudskiego, Warszawa Widzów: 25 188 Sędzia: Karol Arys (Szczecin) |
| 20:15                 | Gual 59' · Çelhaka 89'                                             | (2:1) | 33' Kowalczyk | Stadion Miejski Legii Warszawa im. Marszałka Józefa Piłsudskiego, Warszawa Widzów: 25 188 Sędzia: Karol Arys (Szczecin) |

### 14. kolejka (2 – 4 listopada)
| 12 listopada 2024 | Raków Częstochowa      | 1:0   | Stal Mielec                             | |
| 14:45             | Brunes 90+4' (k)       | (0:0) |                                         | Miejski Stadion Piłkarski Raków w Częstochowie, Częstochowa Widzów: 5287 Sędzia: Tomasz Kwiatkowski (Warszawa) |
| 14:45             | López 27' · Baráth 48' | (0:0) | 37' Matras · 78' Bagalianis · 89' Dadok | Miejski Stadion Piłkarski Raków w Częstochowie, Częstochowa Widzów: 5287 Sędzia: Tomasz Kwiatkowski (Warszawa) |

| 22 listopada 2024 | Motor Lublin                           | 4:2   | Pogoń Szczecin                  |                                                                      |
| 17:30             | Król 8', 38' · Mráz 28' · Ndiaye 75'   | (3:1) | 37' Grosicki · 63' Biczachczian | Arena Lublin, Lublin Widzów: 13 719 Sędzia: Łukasz Kuźma (Białystok) |
| 17:30             | Samper 31' · Simon 41' · Stolarski 48' | (3:1) | 23' Borges · 65' Grosicki       | Arena Lublin, Lublin Widzów: 13 719 Sędzia: Łukasz Kuźma (Białystok) |

| 32 listopada 2024 | Puszcza Niepołomice                                                                           | 2:0   | Lech Poznań            |                                                                                                   |
| 20:15             | Szymonowicz 33' · Kosidis 44'                                                                 | (2:0) |                        | Stadion Cracovii im. Józefa Piłsudskiego, Kraków Widzów: 2266 Sędzia: Paweł Raczkowski (Warszawa) |
| 20:15             | Szymonowicz 36' · Sołowiej 40' · Abramowicz 45+4' · Serafin 71' · Hajda 78' · Siemaszko 90+2' | (2:0) | 23' Gurgul · 59' Sousa | Stadion Cracovii im. Józefa Piłsudskiego, Kraków Widzów: 2266 Sędzia: Paweł Raczkowski (Warszawa) |

| 43 listopada 2024 | Radomiak Radom            | 1:1   | Piast Gliwice  |                                                                                  |
| 12:15             | Igor Drapiński 45' (sam.) | (1:0) | 61' Czerwiński | Stadion im. Braci Czachorów, Radom Widzów: 6002 Sędzia: Szymon Marciniak (Płock) |
| 12:15             | Grzesik 59'               | (1:0) | 88' Muñoz      | Stadion im. Braci Czachorów, Radom Widzów: 6002 Sędzia: Szymon Marciniak (Płock) |

| 53 listopada 2024 | Górnik Zabrze            | 0:2   | Jagiellonia Białystok                  |                                                                                       |
| 14:45             |                          | (0:0) | 65' Imaz · 69' Czurlinow               | Stadion im. Ernesta Pohla, Zabrze Widzów: 18 079 Sędzia: Daniel Stefański (Bydgoszcz) |
| 14:45             | Janža 23' · Lukoszek 60' | (0:0) | 26' Diéguez · 66' Romanczuk · 86' Nené | Stadion im. Ernesta Pohla, Zabrze Widzów: 18 079 Sędzia: Daniel Stefański (Bydgoszcz) |

| 63 listopada 2024 | Lechia Gdańsk                                                                | 1:2   | Cracovia                   |                                                                                    |
| 17:30             | Pllana 77'                                                                   | (0:2) | 4' (k), 44' Källman        | Polsat Plus Arena Gdańsk, Gdańsk Widzów: 10 711 Sędzia: Patryk Gryckiewicz (Toruń) |
| 17:30             | Conrado 17', 35' · Żelizko 36' · Chindriș 48' · Pllana 90+1' · Wjunnyk 90+7' | (0:2) | 17' Sokołowski · 89' Ravas | Polsat Plus Arena Gdańsk, Gdańsk Widzów: 10 711 Sędzia: Patryk Gryckiewicz (Toruń) |

| 73 listopada 2024 | Legia Warszawa               | 2:1   | Widzew Łódź | |
| 20:15             | Kapustka 36' · Wszołek 86'   | (1:1) | 41' Kerk    | Stadion Miejski Legii Warszawa im. Marszałka Józefa Piłsudskiego, Warszawa Widzów: 26 236 Sędzia: Damian Sylwestrzak (Wrocław) |
| 20:15             | Kapuadi 70' · Kapustka 90+1' | (1:1) | 54' Sypek   | Stadion Miejski Legii Warszawa im. Marszałka Józefa Piłsudskiego, Warszawa Widzów: 26 236 Sędzia: Damian Sylwestrzak (Wrocław) |

| 84 listopada 2024 | GKS Katowice                 | 1:2   | Korona Kielce             |                                                                           |
| 18:00             | Klemenz 15'                  | (1:1) | 37' (k) Nuno · 88' Błanik | Stadion GKS Katowice, Katowice Widzów: 7005 Sędzia: Wojciech Myć (Lublin) |
| 18:00             | Czerwiński 32' · Repka 45+2' | (1:1) |                           | Stadion GKS Katowice, Katowice Widzów: 7005 Sędzia: Wojciech Myć (Lublin) |

| 94 listopada 2024 | Zagłębie Lubin                                 | 3:0   | Śląsk Wrocław                                           |                                                                       |
| 20:30             | Grzybek 1' · Wdowiak 55' · Marcel Reguła 90+6' | (1:0) |                                                         | Stadion Zagłębia Lubin, Lubin Widzów: 7613 Sędzia: Paweł Malec (Łódź) |
| 20:30             | Kłudka 41' · Nalepa 51' · Dąbrowski 90+11'     | (1:0) | 39' Żukowski · 78' Jasper · 86' Petrov · 90+11' Pokorný | Stadion Zagłębia Lubin, Lubin Widzów: 7613 Sędzia: Paweł Malec (Łódź) |

### 15. kolejka (8 – 10 listopada)
| 18 listopada 2024 | Piast Gliwice                  | 2:3   | Motor Lublin      |                                                                     |
| 18:00             | Szczepański 36' · Piasecki 70' | (1:2) | 7', 38', 75' Mráz | Stadion Miejski, Gliwice Widzów: 4311 Sędzia: Karol Arys (Szczecin) |
| 18:00             | 90+3' Wójcik                   | (1:2) |                   | Stadion Miejski, Gliwice Widzów: 4311 Sędzia: Karol Arys (Szczecin) |

| 28 listopada 2024 | Pogoń Szczecin         | 0:1   | Radomiak Radom |                                                                                            |
| 20:30             |                        | (0:1) | 37' Henrique   | Stadion Miejski im. Floriana Krygiera, Szczecin Widzów: 13 803 Sędzia: Piotr Lasyk (Bytom) |
| 20:30             | Zech 58' · Kurzawa 70' | (0:1) | 60' Henrique   | Stadion Miejski im. Floriana Krygiera, Szczecin Widzów: 13 803 Sędzia: Piotr Lasyk (Bytom) |

| 39 listopada 2024 | Korona Kielce            | 0:0   | Lechia Gdańsk                                          |                                                                        |
| 12:15             |                          | (0:0) |                                                        | Exbud Arena, Kielce Widzów: 8296 Sędzia: Tomasz Kwiatkowski (Warszawa) |
| 12:15             | Trojak 56' · Remacle 71' | (0:0) | 64' Kapić · 71' Wjunnyk · 76' Sezonienko · 86' Kałahur | Exbud Arena, Kielce Widzów: 8296 Sędzia: Tomasz Kwiatkowski (Warszawa) |

| 49 listopada 2024 | Cracovia                                                         | 3:4   | GKS Katowice                                                     | |
| 14:45             | Maigaard 45+3', 70' · Källman 90+3'                              | (1:2) | 15', 39' Mak · 62' Błąd · 90+7' Milewski                         | Stadion Cracovii im. Józefa Piłsudskiego, Kraków Widzów: 10 679 Sędzia: Damian Sylwestrzak (Wrocław) |
| 14:45             | Sokołowski 29' · Ravas 90+8' · Hoskonen 90+9' · Al-Ammari 90+10' | (1:2) | 50' Klemenz · 52' Bergier · 82' Mak · 90+10' Błąd · 90+10' Kudła | Stadion Cracovii im. Józefa Piłsudskiego, Kraków Widzów: 10 679 Sędzia: Damian Sylwestrzak (Wrocław) |

| 59 listopada 2024 | Widzew Łódź   | 2:0   | Zagłębie Lubin              |                                                                                |
| 17:30             | Sypek 7', 71' | (1:0) |                             | Stadion Widzewa Łódź, Łódź Widzów: 16 869 Sędzia: Daniel Stefański (Bydgoszcz) |
| 17:30             | Shehu 30'     | (1:0) | 8' Makowski · 61' Dąbrowski | Stadion Widzewa Łódź, Łódź Widzów: 16 869 Sędzia: Daniel Stefański (Bydgoszcz) |

| 69 listopada 2024 | Śląsk Wrocław                          | 0:1   | Górnik Zabrze                   |                                                                      |
| 20:15             |                                        | (0:1) | 34' Buksa                       | Tarczyński Arena, Wrocław Widzów: 12 504 Sędzia: Damian Kos (Gdańsk) |
| 20:15             | Petkov 3' · Schwarz 52' · Paluszek 88' | (0:1) | 16' Hellebrand · 90+3' Szromnik | Tarczyński Arena, Wrocław Widzów: 12 504 Sędzia: Damian Kos (Gdańsk) |

| 710 listopada 2024 | Stal Mielec      | 2:0   | Puszcza Niepołomice      | |
| 12:15              | Shkurin 67', 74' | (0:0) |                          | Stadion Miejskiego Ośrodka Sportu i Rekreacji w Mielcu, Mielec Widzów: 3832 Sędzia: Marcin Kochanek (Opole) |
| 12:15              | Esselink 27'     | (0:0) | 20' Yakuba · 57' Crăciun | Stadion Miejskiego Ośrodka Sportu i Rekreacji w Mielcu, Mielec Widzów: 3832 Sędzia: Marcin Kochanek (Opole) |

| 810 listopada 2024 | Jagiellonia Białystok                              | 2:2   | Raków Częstochowa                                  |                                                                                |
| 14:45              | Imaz 68' · Pululu 90+11' (k)                       | (0:1) | 4' (k) López · 87' Arsenić                         | Stadion Miejski, Białystok Widzów: 17 089 Sędzia: Jarosław Przybył (Kluczbork) |
| 14:45              | Pululu 31' · Moutinho 88' · Nené 88' · Sáček 90+9' | (0:1) | 73' Baráth · 90+7' Swarnas · 90+8', 90+8' Berggren | Stadion Miejski, Białystok Widzów: 17 089 Sędzia: Jarosław Przybył (Kluczbork) |

| 910 listopada 2024 | Lech Poznań                                              | 5:2   | Legia Warszawa                               |                                                                        |
| 17:30              | Gholizadeh 5' · Kozubal 39' · Sousa 50', 69' · Ishak 59' | (2:2) | 29' Gual · 45+2' (k) Augustyniak             | Stadion Poznań, Poznań Widzów: 40 838 Sędzia: Szymon Marciniak (Płock) |
| 17:30              | Gurgul 45+3' · Wålemark 65' · Murawski 73'               | (2:2) | 50' Luquinhas · 77' Urbański · 90+1' Çelhaka | Stadion Poznań, Poznań Widzów: 40 838 Sędzia: Szymon Marciniak (Płock) |

### 16. kolejka (22 – 25 listopada)
| 122 listopada 2024 | Zagłębie Lubin | 1:2   | Motor Lublin               |                                                                               |
| 18:00              | Mróz 58'       | (0:1) | 44' (k) Ceglarz · 78' Mráz | Stadion Zagłębia Lubin, Lubin Widzów: 3364 Sędzia: Patryk Gryckiewicz (Toruń) |
| 18:00              | Jach 77'       | (0:1) | 23' Najemski · 31' Palacz  | Stadion Zagłębia Lubin, Lubin Widzów: 3364 Sędzia: Patryk Gryckiewicz (Toruń) |

| 222 listopada 2024 | Jagiellonia Białystok       | 2:2   | Śląsk Wrocław                   |                                                                         |
| 20:30              | Diaby-Fadiga 39' · Imaz 70' | (1:1) | 33' Ortiz · 88' Jakub Jezierski | Stadion Miejski, Białystok Widzów: 14 579 Sędzia: Karol Arys (Szczecin) |
| 20:30              | Nguiamba 74'                | (1:1) | 90+5' Pokorný                   | Stadion Miejski, Białystok Widzów: 14 579 Sędzia: Karol Arys (Szczecin) |

| 323 listopada 2024 | Lechia Gdańsk | 0:3   | Pogoń Szczecin            |                                                                                |
| 14:45              |               | (0:2) | 19', 40', 83' (k) Kuluris | Polsat Plus Arena Gdańsk, Gdańsk Widzów: 8917 Sędzia: Szymon Marciniak (Płock) |

| 423 listopada 2024 | Lech Poznań                 | 2:0   | GKS Katowice |                                                                        |
| 17:30              | Ishak 3' · Gholizadeh 57'   | (1:0) |              | Stadion Poznań, Poznań Widzów: 28 254 Sędzia: Łukasz Kuźma (Białystok) |
| 17:30              | 21' Galán · 41' Wasielewski | (1:0) |              | Stadion Poznań, Poznań Widzów: 28 254 Sędzia: Łukasz Kuźma (Białystok) |

| 523 listopada 2024 | Legia Warszawa                             | 3:2   | Cracovia                   | |
| 20:15              | Kapustka 17' (k) · Gual 26' · Urbański 39' | (3:1) | 34' Källman · 79' Maigaard | Stadion Miejski Legii Warszawa im. Marszałka Józefa Piłsudskiego, Warszawa Widzów: 25 121 Sędzia: Piotr Lasyk (Bytom) |
| 20:15              | Pankov 21' · Morishita 67' · Kobylak 90+2' | (3:1) |                            | Stadion Miejski Legii Warszawa im. Marszałka Józefa Piłsudskiego, Warszawa Widzów: 25 121 Sędzia: Piotr Lasyk (Bytom) |

| 624 listopada 2024 | Radomiak Radom           | 1:2   | Stal Mielec                  |                                                                                   |
| 12:15              | Dadok 74' (sam.)         | (0:2) | 32' (k) Wlazło · 45' Shkurin | Stadion im. Braci Czachorów, Radom Widzów: 6555 Sędzia: Sebastian Krasny (Kraków) |
| 12:15              | Luizão 57' · Leândro 81' | (0:2) | 90+2' Senger                 | Stadion im. Braci Czachorów, Radom Widzów: 6555 Sędzia: Sebastian Krasny (Kraków) |

| 724 listopada 2024 | Raków Częstochowa         | 1:1   | Korona Kielce   | |
| 14:45              | Koczerhin 23'             | (1:0) | 89' Dalmau      | Miejski Stadion Piłkarski Raków w Częstochowie, Częstochowa Widzów: 5338 Sędzia: Wojciech Myć (Lublin) |
| 14:45              | Swarnas 46' · Walczak 72' | (1:0) | 59' Matuszewski | Miejski Stadion Piłkarski Raków w Częstochowie, Częstochowa Widzów: 5338 Sędzia: Wojciech Myć (Lublin) |

| 824 listopada 2024 | Górnik Zabrze                 | 1:0   | Piast Gliwice                                 |                                                                                      |
| 17:30              | Furukawa 89'                  | (0:0) |                                               | Stadion im. Ernesta Pohla, Zabrze Widzów: 18 270 Sędzia: Paweł Raczkowski (Warszawa) |
| 17:30              | Ismaheel 52' · Podolski 90+1' | (0:0) | 70' Piasecki · 90+1' Plach · 90+5' Czerwiński | Stadion im. Ernesta Pohla, Zabrze Widzów: 18 270 Sędzia: Paweł Raczkowski (Warszawa) |

| 925 listopada 2024 | Puszcza Niepołomice            | 2:0   | Widzew Łódź                             | |
| 19:00              | Abramowicz 19' · Kosidis 45+3' | (2:0) |                                         | Stadion Cracovii im. Józefa Piłsudskiego, Kraków Widzów: 1243 Sędzia: Marcin Szczerbowicz (Olsztyn) |
| 19:00              | Serafin 65' · Sołowiej 88'     | (2:0) | 45', 69' Żyro · 73' Álvarez · 74' Shehu | Stadion Cracovii im. Józefa Piłsudskiego, Kraków Widzów: 1243 Sędzia: Marcin Szczerbowicz (Olsztyn) |

### 17. kolejka (29 listopada – 2 grudnia)
| 12 listopada 2024 | Cracovia         | 1:1   | Zagłębie Lubin                                                        |                                                                                           |
| 18:00             | Fabian Bzdyl 10' | (1:0) | 90+3' Jach                                                            | Stadion Cracovii im. Józefa Piłsudskiego, Kraków Widzów: 9329 Sędzia: Damian Kos (Gdańsk) |
| 18:00             | Rózga 86'        | (1:0) | 9' Nalepa · 83' Kurminowski · 86' Kopacz · 88' Dąbrowski · 90+4' Jach | Stadion Cracovii im. Józefa Piłsudskiego, Kraków Widzów: 9329 Sędzia: Damian Kos (Gdańsk) |

| 22 listopada 2024 | Piast Gliwice                                                                | 0:0   | Lech Poznań                          |                                                                     |
| 20:30             |                                                                              | (0:0) |                                      | Stadion Miejski, Gliwice Widzów: 5324 Sędzia: Wojciech Myć (Lublin) |
| 20:30             | Tomasiewicz 11' · Chrapek 29' · Piasecki 39' · Huk 62' · Filip Karbowy 90+4' | (0:0) | 3' Salamon · 44' Milić · 54' Kozubal | Stadion Miejski, Gliwice Widzów: 5324 Sędzia: Wojciech Myć (Lublin) |

| 330 listopada 2024 | Śląsk Wrocław                                      | 0:1   | Puszcza Niepołomice                                    |                                                                      |
| 14:45              |                                                    | (0:0) | 66' Cholewiak                                          | Tarczyński Arena, Wrocław Widzów: 11 727 Sędzia: Piotr Lasyk (Bytom) |
| 14:45              | Ortiz 27' · Băluță 42' · Schwarz 65' · Macenko 82' | (0:0) | 18' Hajda · 57' Stępień · 74' Abramowicz · 90+5' Komar | Tarczyński Arena, Wrocław Widzów: 11 727 Sędzia: Piotr Lasyk (Bytom) |

| 430 listopada 2024 | GKS Katowice              | 2:0   | Lechia Gdańsk |                                                                             |
| 17:30              | Jędrych 14' · Bergier 43' | (2:0) |               | Stadion GKS Katowice, Katowice Widzów: 6699 Sędzia: Marcin Kochanek (Opole) |
| 17:30              | Błąd 36'                  | (2:0) | 1' Chłań      | Stadion GKS Katowice, Katowice Widzów: 6699 Sędzia: Marcin Kochanek (Opole) |

| 530 listopada 2024 | Widzew Łódź            | 2:3   | Raków Częstochowa                         |                                                                            |
| 20:15              | Sypek 3' · Rondić 56'  | (1:2) | 5' Jean Carlos · 39' López · 90+4' Brunes | Stadion Widzewa Łódź, Łódź Widzów: 16 319 Sędzia: Łukasz Kuźma (Białystok) |
| 20:15              | Marcel Krajewski 45+3' | (1:2) | 63' Arsenić                               | Stadion Widzewa Łódź, Łódź Widzów: 16 319 Sędzia: Łukasz Kuźma (Białystok) |

| 61 grudnia 2024 | Korona Kielce                                              | 2:4   | Górnik Zabrze                                 |                                                                       |
| 12:15           | Dalmau 83' · Fornalczyk 87'                                | (0:0) | 49', 59' Lukoszek · 78' Ambros · 82' Ismaheel | Exbud Arena, Kielce Widzów: 9447 Sędzia: Damian Sylwestrzak (Wrocław) |
| 12:15           | Hofmeister 8' · Dalmau 36' · Nagamatsu 63' · Pau Resta 81' | (0:0) | 31' Buksa · 46' Rasak                         | Exbud Arena, Kielce Widzów: 9447 Sędzia: Damian Sylwestrzak (Wrocław) |

| 71 grudnia 2024 | Pogoń Szczecin | 1:1   | Jagiellonia Białystok     |                                                                                                 |
| 14:45           | Koulouris 14'  | (1:0) | 54' Imaz                  | Stadion Miejski im. Floriana Krygiera, Szczecin Widzów: 17 958 Sędzia: Szymon Marciniak (Płock) |
| 14:45           | Zech 87'       | (1:0) | 38' Silva · 66' Czurlinow | Stadion Miejski im. Floriana Krygiera, Szczecin Widzów: 17 958 Sędzia: Szymon Marciniak (Płock) |

| 81 grudnia 2024 | Stal Mielec                        | 2:2   | Legia Warszawa                      | |
| 17:30           | Wlazło 28' (k) · Wolsztyński 90+1' | (1:1) | 12' Morishita · 63' (k) Augustyniak | Stadion Miejskiego Ośrodka Sportu i Rekreacji w Mielcu, Mielec Widzów: 6337 Sędzia: Karol Arys (Szczecin) |
| 17:30           | 2' Urbański · 57' Gual             | (1:1) |                                     | Stadion Miejskiego Ośrodka Sportu i Rekreacji w Mielcu, Mielec Widzów: 6337 Sędzia: Karol Arys (Szczecin) |

| 92 grudnia 2024 | Motor Lublin           | 1:0   | Radomiak Radom                                    |                                                                           |
| 19:00           | Stolarski 21'          | (1:0) |                                                   | Arena Lublin, Lublin Widzów: 13 784 Sędzia: Tomasz Kwiatkowski (Warszawa) |
| 19:00           | Samper 32' · Rudol 74' | (1:0) | 19' Jordão · 45' Kaput · 58' Donis · 90+1' Luizão | Arena Lublin, Lublin Widzów: 13 784 Sędzia: Tomasz Kwiatkowski (Warszawa) |

### 18. kolejka (6 – 9 grudnia)
| 16 grudnia 2024 | Radomiak Radom                                                     | 1:1   | GKS Katowice                          |                                                                                    |
| 18:00           | Rocha 49'                                                          | (0:1) | 20' Bergier                           | Stadion im. Braci Czachorów, Radom Widzów: 3877 Sędzia: Patryk Gryckiewicz (Toruń) |
| 18:00           | Henrique 50' · Ouattara 53' · Rossi 57' · Donis 81' · Wolski 90+2' | (0:1) | 56' Wasielewski · 59' Repka · 87' Mak | Stadion im. Braci Czachorów, Radom Widzów: 3877 Sędzia: Patryk Gryckiewicz (Toruń) |

| 26 grudnia 2024 | Górnik Zabrze                     | 2:1   | Lech Poznań                                                    |                                                                                   |
| 20:30           | Zahovič 4' · Lukoszek 14'         | (2:1) | 13' Sousa                                                      | Stadion im. Ernesta Pohla, Zabrze Widzów: 21 059 Sędzia: Szymon Marciniak (Płock) |
| 20:30           | Janicki 55', 59' · Szromnik 90+2' | (2:1) | 26' Wojciech Mońka · 65' Wålemark · 68' Murawski · 90+3' Sousa | Stadion im. Ernesta Pohla, Zabrze Widzów: 21 059 Sędzia: Szymon Marciniak (Płock) |

| 37 grudnia 2024 | Lechia Gdańsk                       | 1:0   | Śląsk Wrocław                          |                                                                                 |
| 14:45           | Viunnyk 41'                         | (1:0) |                                        | Polsat Plus Arena Gdańsk, Gdańsk Widzów: 8818 Sędzia: Piotr Rzucidło (Warszawa) |
| 14:45           | Tsarenko 35' · Piła 71' · Kapić 90' | (1:0) | 46' Băluță · 55' Pokorný · 79' Guercio | Polsat Plus Arena Gdańsk, Gdańsk Widzów: 8818 Sędzia: Piotr Rzucidło (Warszawa) |

| 47 grudnia 2024 | Widzew Łódź                     | 2:1   | Stal Mielec                    |                                                                              |
| 17:30           | Kamil Cybulski 22' · Rondić 85' | (1:1) | 40' (k) Wlazło                 | Stadion Widzewa Łódź, Łódź Widzów: 15 136 Sędzia: Sebastian Jarzębak (Bytom) |
| 17:30           | Gikiewicz 45+2' · Shehu 80'     | (1:1) | 73' Guillaumier · 90+1' Matras | Stadion Widzewa Łódź, Łódź Widzów: 15 136 Sędzia: Sebastian Jarzębak (Bytom) |

| 57 grudnia 2024 | Raków Częstochowa                  | 2:2   | Motor Lublin          | |
| 20:15           | Koczerhin 10' · Jean Carlos 90+4'  | (1:1) | 32' Bartoš · 73' Mráz | Miejski Stadion Piłkarski Raków w Częstochowie, Częstochowa Widzów: 5500 Sędzia: Daniel Stefański (Bydgoszcz) |
| 20:15           | 38' Samper · 90+16' Bartosz Wolski | (1:1) |                       | Miejski Stadion Piłkarski Raków w Częstochowie, Częstochowa Widzów: 5500 Sędzia: Daniel Stefański (Bydgoszcz) |

| 68 grudnia 2024 | Piast Gliwice                       | 0:0   | Cracovia                  |                                                                            |
| 12:15           |                                     | (0:0) |                           | Stadion Miejski, Gliwice Widzów: 4650 Sędzia: Jarosław Przybył (Kluczbork) |
| 12:15           | Oskar Leśniak 58' · Katsantonis 78' | (0:0) | 66' Kakabadze · 84' Ghiță | Stadion Miejski, Gliwice Widzów: 4650 Sędzia: Jarosław Przybył (Kluczbork) |

| 78 grudnia 2024 | Puszcza Niepołomice | 1:1   | Jagiellonia Białystok | |
| 14:45           | Cholewiak 38'       | (1:0) | 64' Nené              | Stadion Cracovii im. Józefa Piłsudskiego, Kraków Widzów: 2124 Sędzia: Damian Sylwestrzak (Wrocław) |
| 14:45           | Kosidis 80'         | (1:0) | 82' Romanczuk         | Stadion Cracovii im. Józefa Piłsudskiego, Kraków Widzów: 2124 Sędzia: Damian Sylwestrzak (Wrocław) |

| 88 grudnia 2024 | Zagłębie Lubin      | 0:3   | Legia Warszawa                                |                                                                          |
| 17:30           |                     | (0:3) | 17' Barcia · 26' (k) Kapustka · 31' Morishita | Stadion Zagłębia Lubin, Lubin Widzów: 7859 Sędzia: Wojciech Myć (Lublin) |
| 17:30           | Igor Orlikowski 50' | (0:3) | 45' Barcia · 83' Kun                          | Stadion Zagłębia Lubin, Lubin Widzów: 7859 Sędzia: Wojciech Myć (Lublin) |

| 99 grudnia 2024 | Korona Kielce          | 0:0   | Pogoń Szczecin             |                                                              |
| 19:00           |                        | (0:0) |                            | Exbud Arena, Kielce Widzów: 6470 Sędzia: Piotr Lasyk (Bytom) |
| 19:00           | Miłosz Strzeboński 71' | (0:0) | 47' Koulouris · 59' Borges | Exbud Arena, Kielce Widzów: 6470 Sędzia: Piotr Lasyk (Bytom) |